# GM LS

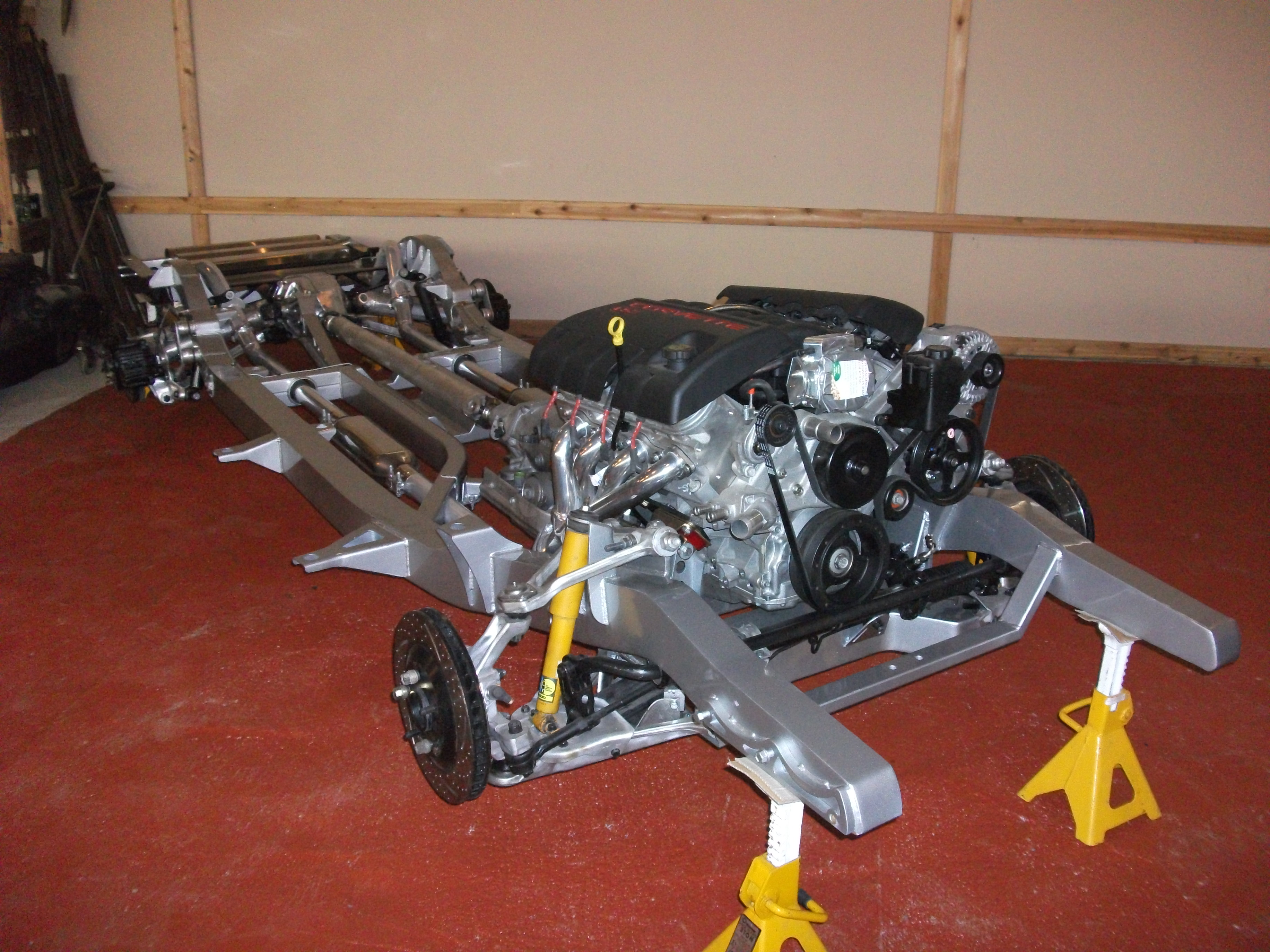
Шасси с двигателем LSX

GM LS — серия V-образных шести- и восьмицилиндровых бензиновых двигателей внутреннего сгорания, разработанных и выпускающихся американской корпорацией General Motors. Первый двигатель семейства был представлен в 1997 году.

## Generation III (1997—2007)

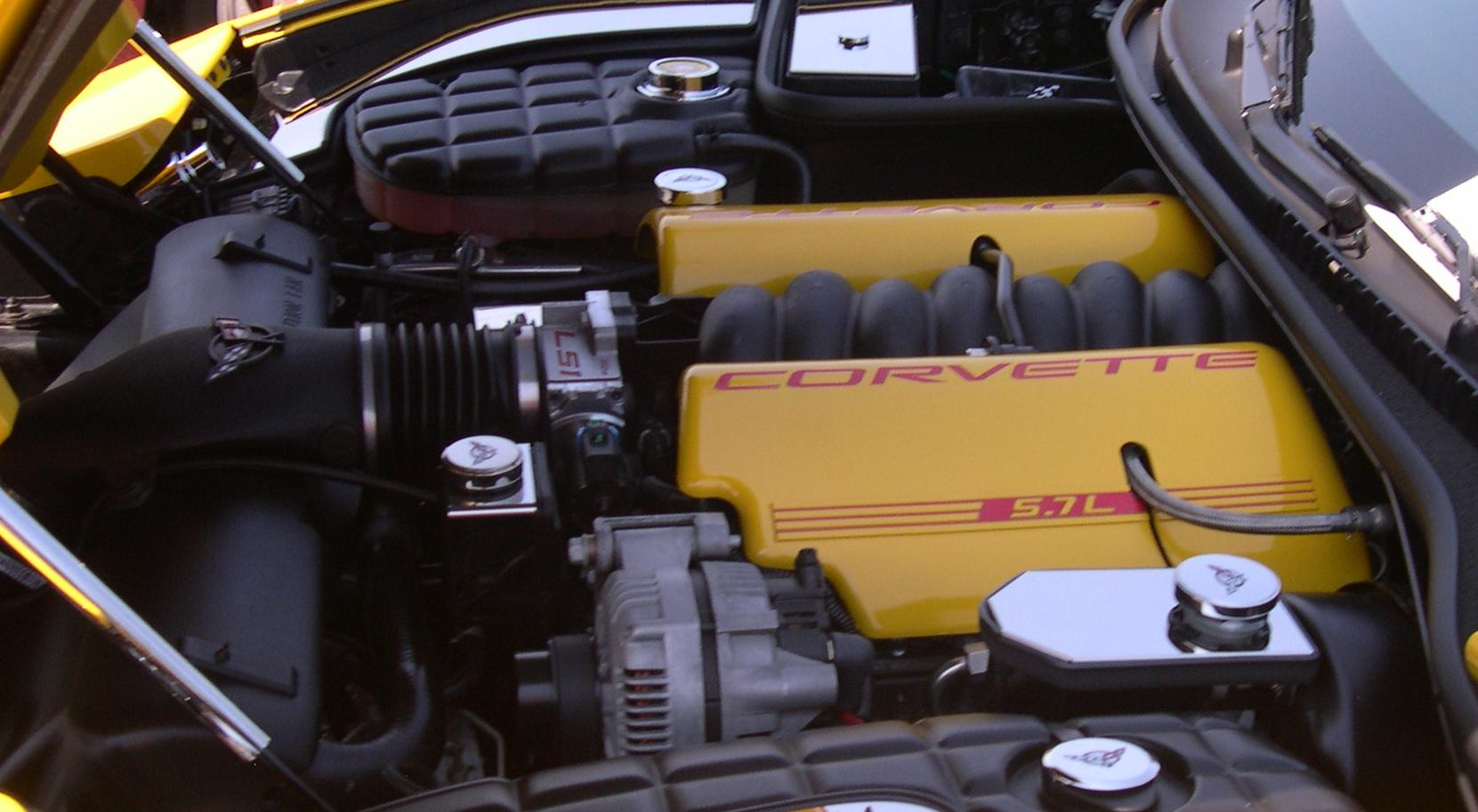
Двигатель LS1 на Chevrolet Corvette C5

В легковых автомобилях применяются алюминиевые блоки цилиндров и их головки, а в большинстве грузовых автомобилей применяются чугунные блоки цилиндров и их головки (заметными исключениями являются Chevrolet TrailBlazer SS, Chevrolet SSR и ограниченная серия Chevrolet Silverado/GMC Sierra с удлинённой кабиной и компоновкой 4WD). Архитектура серии LS обеспечивает чрезвычайно прочный блок цилиндров, при этом алюминиевые двигатели почти так же прочны, как чугунные двигатели первого и второго поколений. В двигателях LS также применяется прерыватель-распределитель зажигания вместо распределительной установки, которая была у предшественников.
Традиционная пятиболтовая пятицилиндровая схема головки блока цилиндров была заменена на квадратную конструкцию с четырьмя болтами, а поршни имеют плоский верх (у LS1, LS2, LS3, LS6, LS7, LQ9 и L33).
Порядок работы цилиндров был изменён на 1—8—7—2—6—5—4—3.

### Диаметр цилиндра 3,898 дюйма (1997—2005)
Первым двигателем третьего поколения LS стал LS1.

#### 5,7 л
Двигатели LS1 и LS6 объёмом 5,7 л имеют между собой мало общего, кроме рабочего объёма, внешних размеров и подшипников тяги. LS1 и LS6 являются полностью алюминиевыми двигателями объёмом 5665 см3, диаметром цилиндра 99 мм и ходом поршня 92 мм.

##### LS1
Двигатель LS1, представленный в 1997 году на Chevrolet Corvette, развивал мощность 257 кВт (345 л. с.) при 5600 об/мин и крутящий момент 475 Н⋅м при 4400 об/мин. В 2001 году, когда были усовершенствованы впускной и выпускной коллекторы, мощность была увеличена до 261 кВт (350 л. с.), а крутящий момент — до 495 Н⋅м (508 Н⋅м для Corvette с МКПП). LS1 применялся в Chevrolet Corvette с 1997 по 2004 год. С 1998 по 2002 год двигатель применялся в Chevrolet Camaro и Pontiac Firebird на платформе GM F-Body, где развивал мощность 227—257 кВт (305—345 л. с.). Утверждалось, что дополнительная мощность связана с эффектом впуска и воздуха, доступным в моделях SS и WS6. В Австралии двигатель LS1 постоянно модифицировался на протяжении всего срока его службы, достигнув 362 л. с. в серии YII HSV, а модифицированная версия Callaway под индексом «C4B» применялась в HSV GTS, где развивала мощность 298 кВт (400 л. с.) и крутящий момент 510 Н⋅м.
Применения:
| Годы производства | Модель                             | Мощность                                                                          | Крутящий момент                                      |
| ----------------- | ---------------------------------- | --------------------------------------------------------------------------------- | ---------------------------------------------------- |
| 1997—2004         | Chevrolet Corvette C5              | 257—561 кВт (345—350 л. с.) при 5600 об/мин                                       | 475—508 Н·м при 4400 об/мин                          |
| 1998—2002         | Pontiac Firebird Formula, Trans Am | 227—257 кВт (305—345 л. с.) при 5600 об/мин                                       | 454 Н·м при 4400 об/мин                              |
| 1998—2002         | Chevrolet Camaro Z28               | 227—231 кВт (305—310 л. с.) при 5200 об/мин                                       | 454—461 Н·м при 4400 об/мин                          |
| 1998—2002         | Chevrolet Camaro SS                | 239—242 кВт (320—325 л. с.) при 5200 об/мин                                       | 468—475 Н·м при 4400 об/мин                          |
| 2004              | Pontiac GTO                        | 261 кВт (350 л. с.) при 5200 об/мин                                               | 495 Н·м при 4000 об/мин                              |
| 2001—2004         | HSV GTO                            | 255—285 кВт (342—382 л. с.) при 5600 об/мин                                       | 475 Н·м при 4400 об/мин, 510 Н·м при 4800 об/мин     |
| 1999—2005         | Holden Statesman                   | 220 кВт (295 л. с.) при 5000 об/мин, 235—245 кВт (315— 328 л. с.) при 5200 об/мин | 438—465 Н·м при 4400 об/мин, 460 Н·м при 4000 об/мин |
| 2001—2005         | Holden Monaro                      | 225—245 кВт (302—328 л. с.) при 5200 об/мин, 260 кВт (349 л. с.) при 5600 об/мин  | 460—465 Н·м при 4400 об/мин, 470 Н·м при 4000 об/мин |

##### LS6

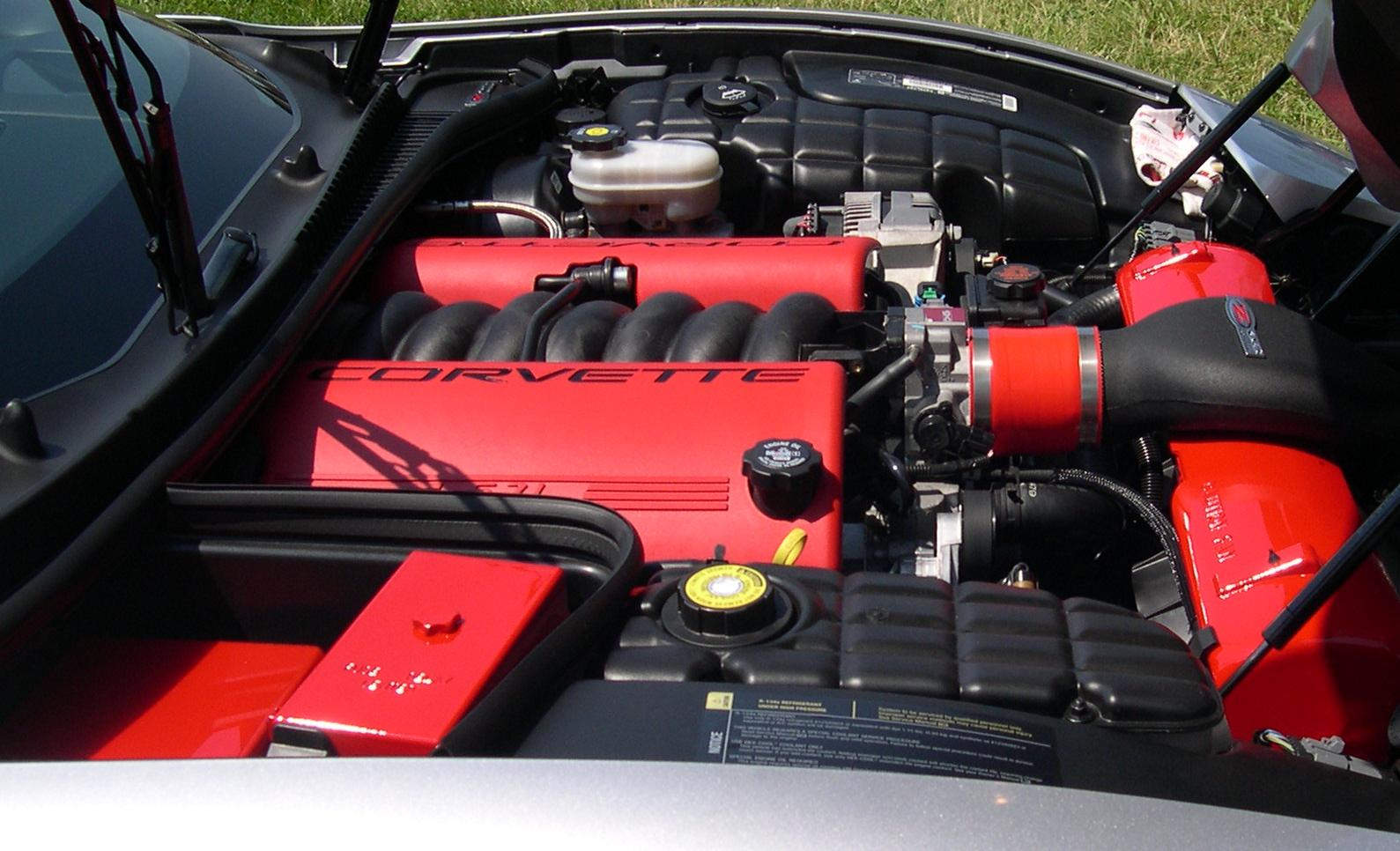
Двигатель GM LS6 на Chevrolet Corvette Z06

LS6 является более мощной версией LS1. Первоначально двигатель развивал мощность 287 кВт (385 л. с.) и крутящий момент 522 Н⋅м, а позже мощность была увеличена до 302 кВт (405 л. с.), а крутящий момент — до 542 Н⋅м. Первоначально LS6 применялся только в высокопроизводительной версии C5 Corvette Z06, а позже двигатель начал устанавливаться на Cadillac CTS-V, где развивал мощность 298 кВт (400 л. с.). В 2006 году преемниками LS6 стал LS2 и LS7. LS6 разделяет свою базовую архитектуру с двигателем GM LS1, но в конструкцию были внесены и другие изменения, такие как «окна», отлитые в блок между цилиндрами, улучшенная прочность главного транспортёра, прохождение воздуха от пролёта до отсека, впускной коллектор и датчик массового расхода воздуха с большей пропускной способностью, а также распределительный вал с большей подъёмной силой и большей продолжительностью. Степень сжатия составляет 10,5:1. Впускные коллекторы заполнены натрием, а система смазки переработана для высокого бокового ускорения. Впускные коллекторы LS6 также применялись во всех двигателях LS1/6 с 2001 года. Номер отливки, расположенный на верхней задней кромке блока, составляет 12561168.
В SSC Ultimate Aero TT также применяется блок цилиндров LS6, хотя рабочий объём увеличен до 6,3 л. Одновременно были добавлены два турбокомпрессора.
Применения:
| Годы производства | Модель                                  | Мощность                                    | Крутящий момент             |
| ----------------- | --------------------------------------- | ------------------------------------------- | --------------------------- |
| 2001—2004         | Chevrolet Corvette C5 Z06               | 287—302 кВт (385—405 л. с.) при 6000 об/мин | 522—542 Н·м при 4800 об/мин |
| 2004—2005         | Cadillac CTS V-Series                   | 298 кВт (400 л. с.) при 6000 об/мин         | 536 Н·м при 4800 об/мин     |
| 2007—2008         | SSC Ultimate Aero TT (модифицированный) | 880 кВт (1180 л. с.) при 6950 об/мин        | 1500 Н·м при 6150 об/мин    |

### Диаметр цилиндра 3,78 дюйма (1999—2007)
4,8-литровый и 5,3-литровый двигатели являются меньшими версиями LS1 и были разработаны для замены двигателей объёмом 305 и 350 кубических дюймов в грузовых автомобилях. Они имеют идентичные блоки цилиндров и их головки серии Gen III, поэтому большинство деталей свободно заменяются между этими двигателями и другими вариантами семейства LS.

#### 4,8 л LR4
Vortec 4800 LR4 (VIN-код «V») — двигатель V8 третьего поколения. Рабочий объём составляет 4,8 л (4806 см3), диаметр цилиндра — 96 мм, а ход поршня — 83 мм. Vortec 4800 является самым маленьким из двигателей для грузовых автомобилей. С 1999 года двигатели развивали мощность 190 кВт (255 л. с.), а с 2000 года двигатели развивали мощность 201—213 кВт (270—285 л. с.) и крутящий момент 386—400 Н⋅м, в зависимости от модельного года и применения. В 2005—2006 годах двигатели развивали мощность 213 кВт (285 л. с.) и крутящий момент 400 Н⋅м. LR4 выпускался в Сент-Катаринсе, Онтарио и Ромулусе, Мичиган. В двигателе применяются поршни с плоским верхом.
Применения:
| Годы производства | Модель                                 | Мощность                                    | Крутящий момент             |
| ----------------- | -------------------------------------- | ------------------------------------------- | --------------------------- |
| 2000—2006         | Chevrolet Tahoe/GMC Yukon              | 201—213 кВт (270—285 л. с.) при 5200 об/мин | 386—400 Н·м при 4000 об/мин |
| 1999—2007         | Chevrolet Silverado/GMC Sierra 1500    | 190—213 кВт (255—285 л. с.) при 5200 об/мин | 386—400 Н·м при 4000 об/мин |
| 2003—2007         | Chevrolet Express/GMC Savana 2500/3500 | 205—213 кВт (275—285 л. с.) при 5200 об/мин | 393—400 Н·м при 4000 об/мин |

#### 5,3 л
Vortec 5300 или LM7/L59/LM4 — двигатель V8 для грузовых автомобилей. Является версией Vortec 4800 с ходом поршня, удлинённым на 9 мм. Он пришёл на смену L31. L59 являлся версией LM7 на гибком топливе. Рабочий объём двигателя составляет 5,3 л (5327 см3), диаметр цилиндра — 96 мм, а ход поршня — 92 мм. Двигатели Vortec 5300 выпускались в Сент-Катаринсе, Онтарио и Ромулусе, Мичиган. Вариант L33 имеет аналогичный рабочий объём, однако блок цилиндров алюминиевый, с литыми гильзами цилиндров, как и у LS1.

##### LM7
Vortec 5300 LM7 (VIN-код «T») был представлен в 1999 году. Двигатель имеет чугунный блок цилиндров и алюминиевые головки. В 1999 году двигатель развивал мощность 201 кВт (270 л. с.) и крутящий момент 427 Н⋅м, с 2000 по 2003 год двигатель развивал мощность 213 кВт (285 л. с.) и крутящий момент 441 Н⋅м, а с 2004 по 2007 год двигатель развивал мощность 220 кВт (295 л. с.) и крутящий момент 454 Н⋅м.
Применения:
| Годы производства | Модель                                                            | Мощность                    | Крутящий момент |
| ----------------- | ----------------------------------------------------------------- | --------------------------- | --------------- |
| 2002—2005         | Cadillac Escalade 2WD                                             | 213—220 кВт (285—295 л. с.) | 441—454 Н·м     |
| 2002—2006         | Chevrolet Avalanche 1500                                          | 213—220 кВт (285—295 л. с.) | 441—454 Н·м     |
| 2003—2007         | Chevrolet Express/GMC Savana 1500/2500                            | 213—220 кВт (285—295 л. с.) | 441—454 Н·м     |
| 1999—2007         | Chevrolet Silverado/GMC Sierra 1500 (и 1999—2000 GMC Sierra 2500) | 201—220 кВт (270—295 л. с.) | 427—454 Н·м     |
| 2000—2006         | Chevrolet Suburban/GMC Yukon XL 1500                              | 213—220 кВт (285—295 л. с.) | 441—454 Н·м     |
| 2000—2006         | Chevrolet Tahoe/GMC Yukon                                         | 213—220 кВт (285—295 л. с.) | 441—454 Н·м     |

##### L59
Vortec 5300 L59 (VIN-код «Z») — версия LM7 на гибком топливе. С 2002 по 2003 год двигатель развивал мощность 213 кВт (285 л. с.) и крутящий момент 434 Н·м, а с 2004 по 2007 год двигатель развивал мощность 220 кВт (295 л. с.) и крутящий момент 454 Н·м.
Применения:
| Годы производства | Модель                               | Мощность                    | Крутящий момент |
| ----------------- | ------------------------------------ | --------------------------- | --------------- |
| 2002—2006         | Chevrolet Tahoe/GMC Yukon            | 213—220 кВт (285—295 л. с.) | 434—454 Н·м     |
| 2002—2006         | Chevrolet Suburban/GMC Yukon XL 1500 | 213—220 кВт (285—295 л. с.) | 434—454 Н·м     |
| 2005—2006         | Chevrolet Avalanche 1500             | 213—220 кВт (285—295 л. с.) | 434—454 Н·м     |
| 2002—2007         | Chevrolet Silverado/GMC Sierra 1500  | 213—220 кВт (285—295 л. с.) | 434—454 Н·м     |

##### LM4
Vortec 5300 LM4 (VIN-код «P») — версия LM7 с алюминиевым блоком цилиндров. Двигатель имел короткий срок службы, как и конкретные автомобили, в которых он применялся. LM4 развивал мощность 216 кВт (290 л. с.) и крутящий момент 441 Н·м.
Применения:
| Годы производства | Модель                    | Мощность                            | Крутящий момент         |
| ----------------- | ------------------------- | ----------------------------------- | ----------------------- |
| 2003—2004         | Isuzu Ascender            | 216 кВт (290 л. с.) при 5200 об/мин | 441 Н·м при 4000 об/мин |
| 2003—2004         | GMC Envoy XL              | 216 кВт (290 л. с.) при 5200 об/мин | 441 Н·м при 4000 об/мин |
| 2003—2004         | Chevrolet SSR             | 216 кВт (290 л. с.) при 5200 об/мин | 441 Н·м при 4000 об/мин |
| 2004              | GMC Envoy XUV             | 216 кВт (290 л. с.) при 5200 об/мин | 441 Н·м при 4000 об/мин |
| 2004              | Buick Rainier             | 216 кВт (290 л. с.) при 5200 об/мин | 441 Н·м при 4000 об/мин |
| 2003—2005         | Chevrolet TrailBlazer EXT | 216 кВт (290 л. с.) при 5200 об/мин | 441 Н·м при 4000 об/мин |

##### L33
Vortec 5300 L33 (VIN-код «B») — версия LM7 с алюминиевым блоком цилиндров. Также обозначается как Vortec 5300 HO. Вместо выпуклых поршней, которые были у LM7, L33 имеет поршни с плоским верхом. В двигателе применяется 799 головок блока цилиндров, идентичных 243 отливкам, которые были у LS6 и LS2. Отсутствуют лишь пружины клапанов спецификации, которые были у LS6, и облегчённые клапаны. Степень сжатия была увеличена с 9,5:1 до 10,0:1. В L33 также применялся уникальный распредвал, не имеющий ничего общего с каким-либо другим двигателем. Мощность увеличена на 11 кВт (15 л. с.), то есть, до 230 кВт (310 л. с.). Крутящий момент составляет 441 Н·м. Двигатель применялся в полноприводных (4WD) пикапах со стандартной или двойной кабиной, а также в SSR. Только 25 % полноразмерных пикапов Chevrolet/GMC 2005 года имели двигатель L33.
Применения:
| Годы производства | Модель                                           | Мощность                            | Крутящий момент         |
| ----------------- | ------------------------------------------------ | ----------------------------------- | ----------------------- |
| 2005—2007         | Chevrolet Silverado 1500 4WD/GMC Sierra 1500 4WD | 231 кВт (310 л. с.) при 5200 об/мин | 454 Н·м при 4000 об/мин |

### Диаметр цилиндра 4 дюйма (1999—2007)
6,0 л — увеличенная версия двигателя LS. Блоки цилиндров были отлиты из чугуна, чтобы преодолеть разрыв между новыми маленькими блоками и большими блоками в грузовых автомобилях. Существовало две версии этого двигателя: LQ4 и LQ9, последняя была более ориентирована на производительность.

#### 6,0 л
Vortec 6000 — двигатель V8 для грузовых автомобилей. Его объём составляет 6,0 л (5967 см3), диаметр цилиндра — 101,6 мм, а ход поршня — 92 мм. Блоки цилиндров и их головки сделаны, соответственно, из чугуна и алюминия (в 1999 и 2000 модельных годах двигатели имели чугунные днища). Двигатель развивает мощность от 224 до 257 кВт (300—345 л. с.) и крутящий момент от 488 до 515 Н⋅м.

##### LQ4
Vortec 6000 LQ4 (VIN-код «U») — двигатель V8 для грузовых автомобилей. Он развивает мощность от 224 до 250 кВт (300—335 л. с.) и крутящий момент от 488 до 515 Н⋅м. Двигатели LQ4 выпускались в Ромулусе (штат Мичиган) и Силао (Мексика).
Применения:
| Годы производства | Модель                                                  | Мощность                                    | Крутящий момент             |
| ----------------- | ------------------------------------------------------- | ------------------------------------------- | --------------------------- |
| 1999—2007         | Chevrolet Silverado/GMC Sierra 1500HD/2500/2500HD/3500  | 224 кВт (300 л. с.) при 4400 об/мин         | 488 Н·м при 4000 об/мин     |
| 2001              | GMC Sierra C3                                           | 242 кВт (325 л. с.) при 5200 об/минm        | 502 Н·м при 4000 об/мин     |
| 2002—2007         | GMC Sierra Denali                                       | 242 кВт (325 л. с.) при 5200 об/минm        | 502 Н·м при 4000 об/мин     |
| 2000—2006         | Chevrolet Suburban 2500/GMC Yukon XL 2500               | 224—239 кВт (300—320 л. с.) при 5200 об/мин | 481—508 Н·м при 4000 об/мин |
| 2002—2007         | Hummer H2                                               | 236—242 кВт (316—325 л. с.) при 5200 об/мин | 488—495 Н·м при 4000 об/мин |
| 2002—2006         | GMC Yukon/Yukon XL Denali и Chevrolet Suburban 1500 LTZ | 242—250 кВт (325—335 л. с.) при 5200 об/мин | 502—515 Н·м при 4000 об/мин |
| 2003—2007         | Chevrolet Express/GMC Savana 2500/3500                  | 224—242 кВт (300—325 л. с.) при 4400 об/мин | 488—508 Н·м при 4000 об/мин |
| 2003—2008         | Chevrolet W-Series/GMC W-Series/Isuzu NPR               | 224—242 кВт (300—325 л. с.) при 4400 об/мин | 488—508 Н·м при 4000 об/мин |

##### LQ9
Vortec HO 6000 или VortecMAX (VIN-код «N») — высокопроизводительная версия двигателя Vortex 6000. Первоначально двигатель был разработан в 2002 году для автомобилей Cadillac. В 2006 году двигатель был переименован в VortecMAX. Он оснащён поршнями с плоским верхом. Степень сжатия составляет 10:1, мощность увеличена до 257 кВт (345 л. с.), а крутящий момент — до 515 Н⋅м. Автомобили, оснащённые двигателем LQ9, поставлялись исключительно с передаточным числом задней оси 4,10:1. Двигатели выпускались только в Ромулусе (штат Мичиган).
| Годы производства | Модель                                                             | Мощность                            | Крутящий момент         |
| ----------------- | ------------------------------------------------------------------ | ----------------------------------- | ----------------------- |
| 2002—2006         | Cadillac Escalade AWD                                              | 257 кВт (345 л. с.) при 5200 об/мин | 515 Н·м при 4000 об/мин |
| 2005—2006         | Cadillac Escalade 2WD                                              | 257 кВт (345 л. с.) при 5200 об/мин | 515 Н·м при 4000 об/мин |
| 2002—2006         | Cadillac Escalade EXT                                              | 257 кВт (345 л. с.) при 5200 об/мин | 515 Н·м при 4000 об/мин |
| 2003—2006         | Cadillac Escalade ESV                                              | 257 кВт (345 л. с.) при 5200 об/мин | 515 Н·м при 4000 об/мин |
| 2003—2007         | Chevrolet Silverado SS & H/O Edition                               | 257 кВт (345 л. с.) при 5200 об/мин | 515 Н·м при 4000 об/мин |
| 2005—2006         | GMC Sierra Denali                                                  | 257 кВт (345 л. с.) при 5200 об/мин | 515 Н·м при 4000 об/мин |
| 2006—2007         | Chevrolet Silverado Classic VortecMAX/GMC Sierra Classic VortecMAX | 257 кВт (345 л. с.) при 5200 об/мин | 515 Н·м при 4000 об/мин |

## Generation IV (2005—2020)

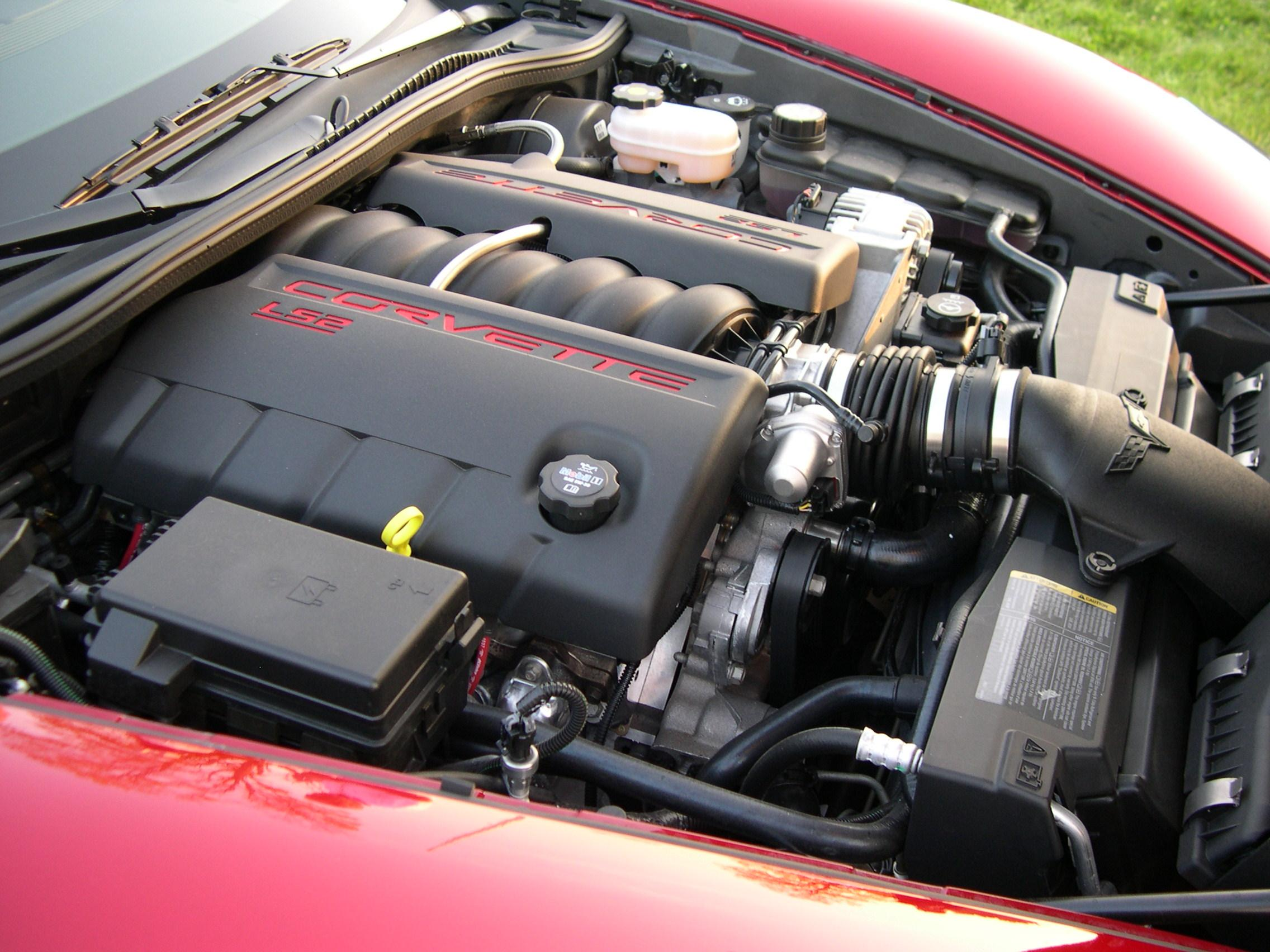
Двигатель GM LS2 на Chevrolet Corvette C6 (2005)

Первый двигатель Gen IV был представлен в 2004 году. По сравнению с предшественниками, рабочий объём увеличен до 7,4 л (7441 см3), а мощность — до 579 кВт (776 л. с.). Четвёртое поколение двигателей GM LS было разработано с учётом смещения по требованию — технологии, которая позволяет деактивировать все остальные цилиндры в порядке работы. Двигатель также может поддерживать переменные фазы газораспределения.
Первоначально планировалось устанавливать по три клапана на каждый цилиндр для LS7. Эта конструкция должна была стать первой для двигателя GM с толкающим стержнем, однако идея была отложена из-за сложностей конструкции, и в итоге LS7 имел по два клапана на каждый цилиндр.

### Диаметр цилиндра 4 дюйма (2005—2020)
Первым двигателем четвёртого поколения LS стал LS2. Серия двигателей имеет широкий спектр применений: от высокопроизводительных до грузовых автомобилей.

#### 6,0 л
Generation IV 6000 — двигатель V8 рабочим объёмом 6,0 л (5972 см3), диаметром цилиндра 101,6 мм и ходом поршня 92 мм. Двигатель оснащён чугунным или же алюминиевым блоком цилиндров с литыми алюминиевыми головками. Некоторые версии оснащены системой изменения фаз газораспределения, активным управлением подачей топлива и возможностью применения гибкого топлива.

##### LS2
LS2 был представлен в 2005 году на Chevrolet Corvette. С 2005 по 2006 год двигатель применялся в Pontiac GTO. Он развивает мощность 298 кВт (400 л. с.) при 6000 об/мин и крутящий момент 542 Н⋅м при 4400 об/мин при немного меньшем объёме — 6,0 л (5967 см3). LS2 похож на LS6, но имеет улучшенный крутящий момент во всём диапазоне оборотов. В LS2 применяются литые головки блока цилиндров и меньший распределительный вал. Степень сжатия была увеличена до 10,9:1 по сравнению с 10,25:1 у LS1 и 10,5:1 у LS6. В автомобилях HSV E Series двигатель развивал мощность 307 кВт (412 л. с.) и крутящий момент 559 Н⋅м. С 2006 по 2007 год в Chevrolet TrailBlazer SS и Saab 9-7x Aero двигатель развивал мощность 295 кВт (395 л. с.), а с 2008 по 2009 год двигатель развивал мощность 291 кВт (390 л. с.). Крутящий момент составлял 542 Н·м ввиду наличия другого впускного коллектора, который производит больший крутящий момент на более низких оборотах.
LS2 также применяется в гоночных автомобилях серии NASCAR.
- 2005—2007 Chevrolet Corvette
- 2005—2006 Chevrolet SSR
- 2006—2009 Chevrolet TrailBlazer SS
- 2006—2007 Cadillac CTS-V
- 2005—2008 Holden Monaro:
  - 2005—2006 HSV Coupé GTO
  - 2005—2006 HSV SV6000
  - 2005—2008 HSV Clubsport R8, Maloo R8, Senator Signature и GTS
  - 2005—2008 HSV Grange
  - 2005—2006 Pontiac GTO (мощность при 5200 об/мин, крутящий момент при 4000 об/мин)[19]
  - 2005—2006 Vauxhall Monaro VXR
  - 2007—2009 Vauxhall VXR8
- 2008—2009 Saab 9-7X Aero

##### L76
L76 является производной моделью от LS2 и также имеет алюминиевый блок цилиндров, однако в нём также применяется функция активного управления расходом топлива. В то время как у автомобилей Holden не было технологии изменения объёма двигателя по требованию, эта функция была у Pontiac G8 GT 2008 года выпуска и впоследствии появилась у автомобилей Holden 2009 года выпуска с включённой функцией активного управления расходом топлива, но только у моделей, оснащённых автоматической трансмиссией 6L80. Также двигатель соответствует стандарту Евро-3. Мощность составляет 260 кВт (348 л. с.) при 5600 об/мин, а крутящий момент — 510 Н·м при 4400 об/мин для автомобилей Holden, а для моделей G8 GT мощность составляет 269 кВт (361 л. с.), а крутящий момент — 522 Н⋅м. Двигатель Vortec 6000 (он же VortecMAX), считающийся преемником двигателя LQ9, основан на двигателе Holden L76 и имеет переменную фазировку кулачков, а также активное управление топливом. Он развивает мощность 274 кВт (367 л. с.) при 5400 об/мин и крутящий момент 508 Н⋅м при 4400 об/мин. Впервые двигатель был представлен в конце 2006 года на Silverado, Sierra и Suburban. В 2009 году преемником стал 6,2-литровый двигатель L9H.
- 2006 Holden VZ Commodore — выпускался с февраля по июль 2006 года (применялся в серии VE).
- 2006 Holden WL Statesman/Caprice — выпускался с февраля по сентябрь 2006 года (применялся в серии WM).
- 2008—2009 Pontiac G8 GT
- 2008—2010 Holden VE Commodore (только с АКПП)
- 2008—2010 Holden VE Ute (только с АКПП)
- 2008—2010 Holden WM Statesman/Caprice
- 2007—2009 Chevrolet Suburban 1500
- 2007—2009 Chevrolet Avalanche
- 2007—2009 Chevrolet Silverado 1500
- 2007—2009 GMC Sierra 1500
- 2007—2009 GMC Yukon XL
- 2020 Ginetta Akula

##### L98
L98 является немного модифицированной версией L76. Поскольку компания Holden не использовала технологию смещения по требованию, некоторые избыточные аппаратные средства были удалены, чтобы сформировать L98. Мощность увеличена до 270 кВт (362 л. с.) при 5700 об/мин, а крутящий момент составляет 530 Н⋅м при 4400 об/мин.
- 2006—2007 Holden VZ Ute
- 2006—2010 Holden VE Commodore (МКПП только с 2008 по 2010 год)
- 2006—2009 Holden VE Calais
- 2006—2010 Holden VE Ute (МКПП только с 2008 по 2010 год)
- 2006—2008 Holden WM Statesman/Caprice

##### L77
Двигатели L77 применялись в автомобилях Holden Commodore Series II VE как с МКПП, так и с АКПП, наряду с Chevrolet Caprice PPV (автомобилем полиции). L77 отличается от L76 наличием гибкого топлива, что позволяет ему работать на топливе E85. В моделях Commodore SS и SS-V с МКПП двигатель развивает мощность 270 кВт (362 л. с.) и крутящий момент 530 Н⋅м, а в моделях Commodore с АКПП двигатель развивает мощность 260 кВт (349 л. с.) и крутящий момент 517 Н⋅м.
Применения:
- 2010—2013 Holden VE II Commodore
- 2013—2015 Holden VF Commodore
- 2010—2013 Holden VE II Ute
- 2013—2015 Holden VF Ute
- 2010—2013 Holden WM Caprice
- 2013—2015 Holden WN Caprice
- 2011—2017 Chevrolet Caprice PPV

##### LY6
LY6 — двигатель V8 с чугунным блоком цилиндров. Он имеет те же диаметр цилиндра и ход поршня, что и LQ4 — предшественник. Как и другие двигатели Gen IV, он имеет изменяемые фазы газораспределения. Двигатель развивал мощность 269 кВт (361 л. с.) при 5600 об/мин и крутящий момент 522 Н⋅м при 4400 об/мин с использованием «обычного» газа или октанового числа ~87. Красная зона составляет 6000 об/мин, а степень сжатия — 9,6:1. В двигателе применяются головки блока цилиндров с прямоугольными портами в стиле L92/LS3, хотя и без заполненных натрием выпускных коллекторов LS3.
Применения:
- 2007—2009 Chevrolet Silverado 2500HD/3500HD
- 2007—2009 GMC Sierra 2500HD/3500HD
- 2007—2013 Chevrolet Suburban 2500
- 2007—2013 GMC Yukon XL 2500
- 2008—2009 Chevrolet Express/GMC Savana 2500/3500/4500

##### L96
L96 по сути идентичен своему предшественнику, LY6. Основное отличие заключается в том, что L96 способен работать на гибком топливе, а LY6 — нет.
Применения:
- 2010—2019 Chevrolet Silverado 2500HD/3500HD
- 2010—2019 GMC Sierra 2500HD/3500HD
- 2010—2013 Chevrolet Suburban 2500
- 2010—2013 GMC Yukon XL 2500
- 2016—2020 Chevrolet Suburban 3500HD
- 2010—2020 Chevrolet Express/GMC Savana 2500/3500/4500

##### LFA
LFA (VIN-код «5») с полностью алюминиевой конструкцией применяется в гибридных автомобилях на платформе GMT900. Он имеет степень сжатия 10,8:1 и развивает мощность 248 кВт (332 л. с.) при 5100 об/мин и крутящий момент 498 Н⋅м при 4100 об/мин.
В 2008 году двигатель был занесён в список 10 лучших двигателей Уорда среди всех серийных автомобилей.
Применения:
- 2008—2009 Chevrolet Tahoe Hybrid
- 2008—2009 GMC Yukon Hybrid
- 2008—2009 Cadillac Escalade Hybrid
- 2008—2009 Chevrolet Silverado Hybrid
- 2008—2009 GMC Sierra Hybrid

##### LZ1
LZ1 почти полностью основан на предшественнике LFA, но имеет некоторые изменения, такие как включение усовершенствованного электронного управления дроссельной заслонкой, свечи зажигания с увеличенным сроком службы, система GM Oil Life, активное управление топливом и изменение фаз газораспределения. Он имеет те же степень сжатия, показатели мощности и крутящего момента, что и его предшественник.
Применения:
- 2010—2013 Chevrolet Tahoe Hybrid
- 2010—2013 GMC Yukon Hybrid
- 2010—2013 Cadillac Escalade Hybrid
- 2010—2013 Chevrolet Silverado Hybrid
- 2010—2013 GMC Sierra Hybrid

### Диаметр цилиндра 3,78 дюйма (2005—2017)
В основном, двигатели с диаметром цилиндра 3,78 дюйма применяются в грузовых автомобилях, а иногда — в переднеприводных автомобилях.

#### 4,8 л

##### LY2
Диаметр цилиндра и ход поршня двигателя Vortec 4800 LY2 (VIN-код «C») составляют 96 мм × 83 мм. LY2 является единственным двигателем без изменяемой фазы газораспределения, применявшимся в грузовых автомобилях. Он имеет чугунный блок цилиндров. Мощность составляет 194—220 кВт (260—295 л. с.), а крутящий момент — 400—414 Н⋅м.
Применения:
- 2008—2009 Chevrolet Express/GMC Savana 2500/3500
- 2007—2009 Chevrolet Silverado 1500
- 2007—2009 Chevrolet Tahoe
- 2007—2009 GMC Sierra 1500
- 2007—2009 GMC Yukon

##### L20
Vortec 4800 L20 развивает большую мощность и имеет изменяемые фазы газораспределения, но не имеет функций активного управления топливом. Система регулирует фазы впрыска топлива и воздуха. L20 имеет чугунный блок цилиндров. Мощность составляет 194—225 кВт (260—302 л. с.), а крутящий момент — 400—414 Н⋅м. В моторной гамме Chevrolet Tahoe и GMC Yukon базовые двигатели Vortec 4800 были заменены двигателями Vortec 5300 с системой активного управления топливом.
Применения:
- 2010—2017 Chevrolet Express/GMC Savana 2500/3500
- 2010—2013 Chevrolet Silverado 1500
- 2010—2013 GMC Sierra 1500

#### 5,3 л
Двигатели объёмом 5,3 л имеют все улучшения и усовершенствования. Всего было выпущено восемь версий: три с чугунным блоком цилиндров (LY5, LMG и LMF) и пять с алюминиевым блоком цилиндров (LH6, LH8, LH9, LC9 и LS4). Все версии имели систему активного управления топливом, за исключением LH8, LH9 и LMF.

##### LH6
Vortec 5300 LH6 (VIN-код «M») с активным управлением подачей топлива заменил LM4 в 2005 году. Он развивал мощность от 224 до 235 кВт (300—315 л. с.) и крутящий момент от 447 до 458 Н⋅м. LH6 является аналогом LY5 с алюминиевым блоком цилиндров.
Применения:
- 2005—2009 Chevrolet TrailBlazer, включая EXT (до 2006 года)
- 2005—2009 GMC Envoy Denali
- 2005—2006 GMC Envoy XL
- 2005 GMC Envoy XUV
- 2005—2007 Buick Rainier
- 2005—2009 Saab 9-7X
- 2005—2007 Isuzu Ascender
- 2007—2009 Chevrolet Silverado 1500
- 2007—2009 GMC Sierra 1500

##### LS4

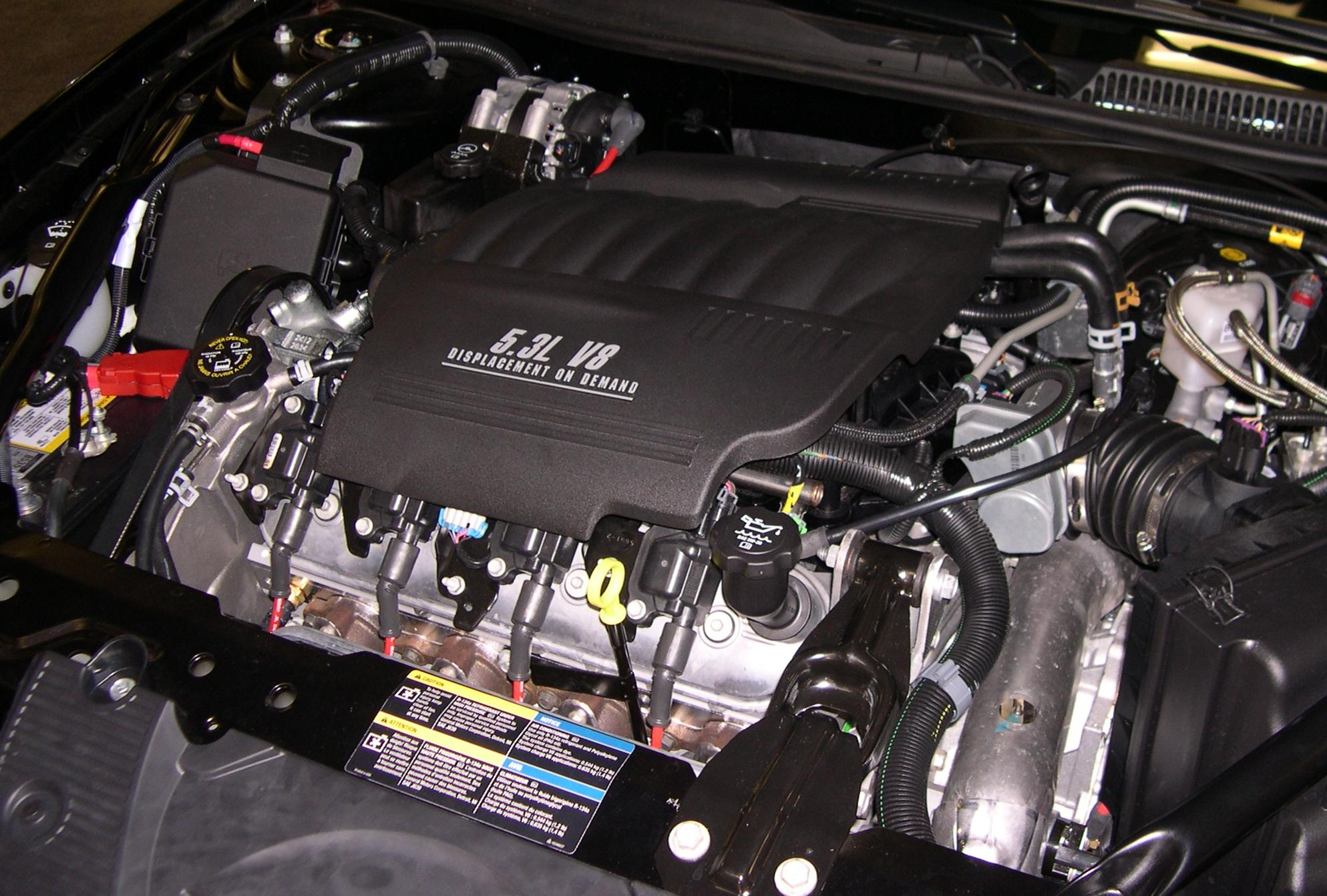
5.3 L LS4 V8 на Chevrolet Impala SS (2006)

Объём двигателя LS4 составляет 5,3 л (5327 см3). Вместо чугунного блока цилиндров применяется алюминиевый. LS4 адаптирован для применения в автомобилях с переднеприводной компоновкой.
По словам корпорации General Motors, коленвал укорочен на 3—13 мм со стороны маховика и на 10 мм со стороны привода вспомогательных агрегатов. Все аксессуары приводятся в действие одним змеевидным ремнём для экономии места. Водяной насос монтируется дистанционно с помощью удлинённого коллектора насоса, который соединяет его с каналами охлаждающей жидкости. В LS4 встроены модернизированные перегородки масляного поддона или поддоны для парусности, чтобы гарантировать, что масляный картер остаётся нагруженным при прохождении поворотов с высокой перегрузкой. Также используется система активного управления топливом. Мощность составляет 226 кВт (303 л. с.) (на LaCrosse Super — 300 л. с.), а крутящий момент — 438 Н⋅м.
Применения:
- 2005—2008 Pontiac Grand Prix GXP
- 2006—2009 Chevrolet Impala SS
- 2006—2007 Chevrolet Monte Carlo SS
- 2008—2009 Buick LaCrosse Super

##### LY5
Vortec 5300 LY5 (VIN-код «J»), представленный в 2007 году, являлся заменой двигателя LM7. Во внедорожниках двигатель развивает мощность 239 кВт (320 л. с.) и крутящий момент 461 Н⋅м, в то время как в пикапах двигатель развивает мощность 235—239 кВт (315—320 л. с.) при 5200 об/мин и крутящий момент 454—461 Н⋅м при 4000 об/мин.
Применения:
- 2007—2009 Chevrolet Avalanche
- 2007—2009 Chevrolet Silverado 1500
- 2007—2009 Chevrolet Suburban 1500
- 2007—2009 Chevrolet Tahoe
- 2007—2009 GMC Sierra 1500
- 2007—2009 GMC Yukon
- 2007—2009 GMC Yukon XL 1500

##### LC9
Vortec 5300 LC9 (VIN-код «3» или «7») — версия LH6 с алюминиевым блоком цилиндров, которая применяется в моделях с компоновкой 4WD. Во внедорожниках двигатель развивает мощность 239 кВт (320 л. с.) при 5400 об/мин и крутящий момент 454 Н⋅м при 4000 об/мин. В пикапах двигатель развивает мощность 235 кВт (315 л. с.) при 5300 об/мин и крутящий момент 454 Н⋅м при 4000 об/мин. В 2010 модельном году была добавлена система изменения фаз газораспределения.
Применения:
- 2007—2013 Chevrolet Avalanche
- 2007—2013 Chevrolet Silverado 1500
- 2007—2014 Chevrolet Suburban (1⁄2 тонны)
- 2007—2013 GMC Sierra 1500
- 2007—2014 GMC Yukon XL (1⁄2 тонны)

##### LMG
Vortec 5300 LMG (VIN-код «0») — версия LY5 на гибком топливе. Показатели мощности и крутящего момента идентичны двигателю LY5. В 2010 модельном году была добавлена система изменения фаз газораспределения. Система активного управления топливом входит в стандартную комплектацию этой модели в целях экономии топлива.
Применения:
- 2007—2013 Chevrolet Avalanche
- 2007—2013 Chevrolet Silverado 1500
- 2007—2014 Chevrolet Suburban 1500
- 2007—2014 Chevrolet Tahoe
- 2007—2013 GMC Sierra 1500
- 2007—2014 GMC Yukon
- 2007—2014 GMC Yukon XL 1500

##### LH8
LH8 был представлен в 2008 году в качестве варианта V8 для Hummer H3. Это был самый базовый 5,3-литровый двигатель V8 в семействе GM LS, лишённый каких-либо специальных технологий. Также известный как Vortec 5300, LH8 применялся в среднеразмерных пикапах H3 и GM до 2009 года.
LH8 модифицирован для установки в моторные отсеки внедорожников на платформе GMT345 и грузовых автомобилей на платформе GMT355. Он развивает мощность 224 кВт (300 л. с.) при 5200 об/мин и крутящий момент 434 Н⋅м при 4000 об/мин. Рабочий объём составляет 5,3 л (5327 см3), а степень сжатия — 9,9:1.
Применения:
- 2008—2009 Hummer H3 Alpha
- 2009 Chevrolet Colorado/GMC Canyon

##### LH9
В 2010 году преемником LH8 стал LH9. Он был модернизирован с изменяемыми фазами газораспределения (VVT) и возможностью применения гибкого топлива (но без системы активного управления топливом). Vortec 5300 LH9 развивает мощность 224 кВт (300 л. с.) при 5200 об/мин и крутящий момент 434 Н⋅м при 4000 об/мин. Рабочий объём составляет 5,3 л (5327 см3). В 2010 году степень сжатия составляла 9,9:1, а с 2010 по 2012 год — 9,7:1.
Применения:
- 2010 Hummer H3 Alpha
- 2010—2012 Chevrolet Colorado/GMC Canyon

##### LMF
LMF, представленный в 2008 году, являлся низкотехнологичной версией LY5. Он применялся в полутонных фургонах меньшего объёма, в которых всё ещё применялась четырёхступенчатая автоматическая трансмиссия 4L60-E. Двигатель лишён системы активного управления топливом и имеет изменяемые фазы газораспределения.
Применения:
- 2008—2014 Chevrolet Express 1500
- 2008—2014 GMC Savana 1500

### Диаметр цилиндра 4,125 дюйма (2006—2017)
Одной из уникальных особенностей является то, что цилиндры сиамизированы, между соседними цилиндрами нет проходов воды. Это было сделано для увеличения как размера канала ствола, так и прочности блока цилиндров.

#### 7,0 л

##### LS7

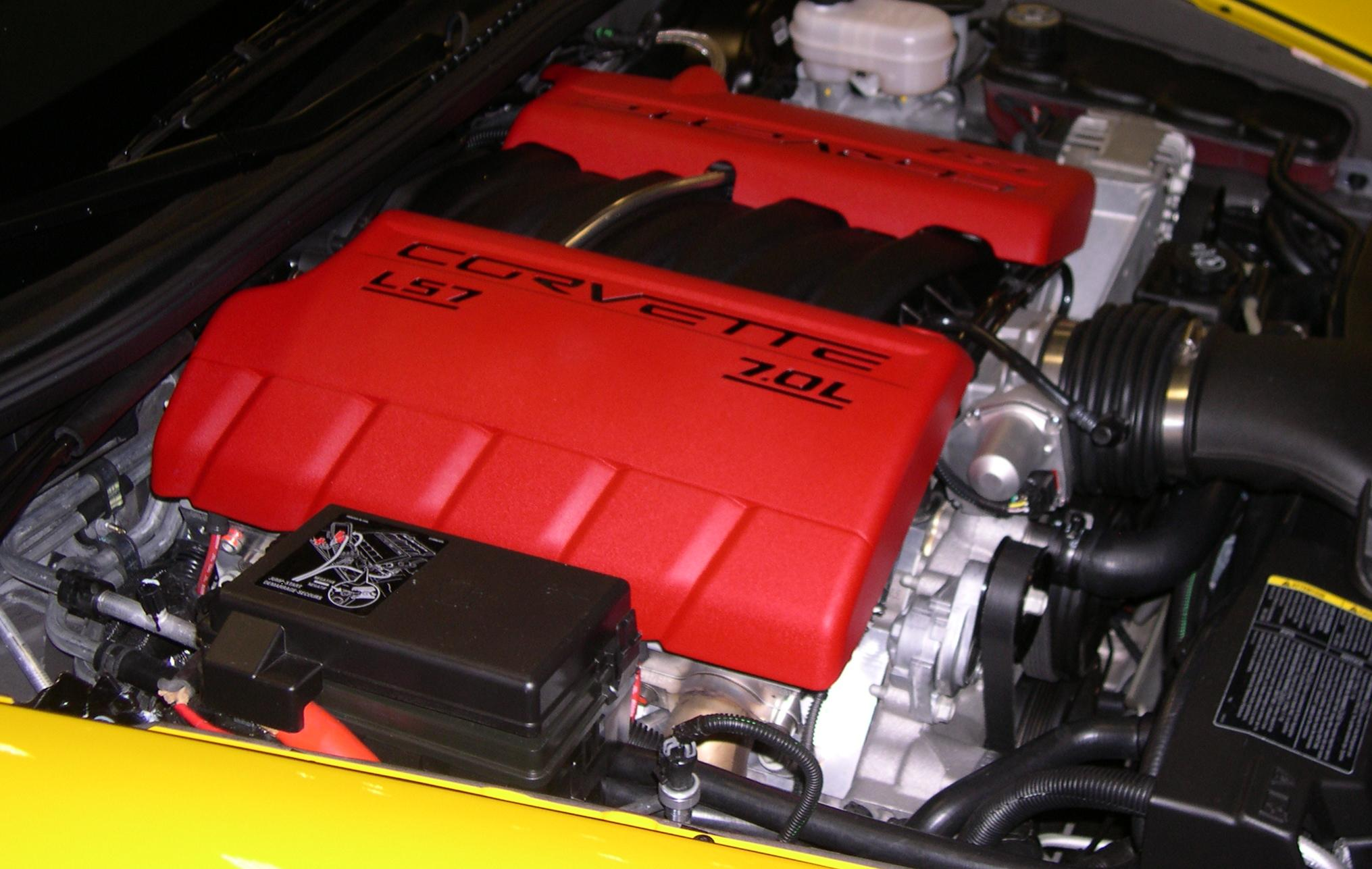
7.0 L LS7 на Chevrolet Corvette Z06 (2006)

LS7 — 7,0-литровый (7011 см3) двигатель. В его алюминиевом блоке цилиндров применяются гильзовые цилиндры. Диаметр цилиндра составляет 104,8 мм, а ход поршня — 101,6 мм. Расстояние между цилиндрами составляет 110 мм, что требует запрессовки гильз цилиндров. Крышки коленвала и коренных подшипников изготовлены из кованой стали для долговечности, шатуны — из кованого титана, а поршни — из заэвтектики. Двухклапанная схема сохранена, хотя титановые впускные коллекторы от Del West выросли до 56 мм, а выпускные коллекторы, заполненные натрием — до 41 мм.
Мощность составляет 377 кВт (505 л. с.) при 6300 об/мин, крутящий момент — 637 Н⋅м при 4800 об/мин, а красная зона — 7000 об/мин. Во время испытаний GM на надёжность этого двигателя на этапе прототипа было отмечено, что LS7 неоднократно проверялся на способность развивать скорость до 8000 об/мин, хотя мощность на этом уровне оборотов не была зафиксирована из-за ограничений гидравлических толкателей распределительного вала и способности впускного коллектора пропускать необходимый воздух при этой скорости двигателя.
LS7 был вручную собран подразделением General Motors Performance Build Center в Уиксоме, штат Мичиган. Большинство этих двигателей устанавливаются на Z06, некоторые также продаются частным лицам GM в виде запасных двигателей. Z28 2014 и 2015 годов были единственными модификациями Camaro с двигателем 427 LS7. По состоянию на начало 2022 года LS7 больше не поставляется в виде запасного двигателя, и подразделение Chevrolet намерено выполнять все текущие заказы до тех пор, пока запасы не будут исчерпаны.
После обширного инженерного процесса, продолжавшегося несколько лет, компания Holden Special Vehicles установила LS7 на модель W427. Двигатель развивал мощность 375 кВт (503 л. с.) при 6500 об/мин и крутящий момент 640 Н⋅м при 5000 об/мин. Впервые двигатель был представлен 29 февраля 2008 года на Мельнбурском международном автосалоне, а производство началось в августе 2008 года, хотя в 2007 году первым австралийским автомобилем с двигателем LS7 стал CSV GTS. Заявленная мощность составляла 400 кВт (536 л. с.), а крутящий момент — 600 Н⋅м.
Применения:
- 2006—2013 Chevrolet Corvette Z06
- 2013 Corvette 427 Convertible
- 2014—2015 Chevrolet Camaro Z/28
- Vertical Hummingbird (вертолёт)[34]

##### LS427
LS427 — 7,0-литровый (7011 см3) двигатель на базе LS7. Вместо системы смазки с сухим поддоном в двигателе применяется мокрый поддон, включая распредвал с более высоким подъёмом. Двигатель выпускался только в качестве запасного и не устанавливался ни на какие серийные автомобили. Он был представлен в июне 2020 года и снят с производства в январе 2022 года вместе с LS7.
Максимальная мощность составляет 425 кВт (570 л. с.), крутящий момент — 732 Н·м, а красная зона — 7000 об/мин.

### Диаметр цилиндра 4,06 дюйма (2007—2017)
Это семейство было разработано в качестве замены LS2, но было увеличено, чтобы лучше адаптироваться к изменению фаз газораспределения и активному управлению топливом, сохраняя при этом достойную производительность. Это семейство двигателей, в основном, применялось в спортивных автомобилях и полноразмерных внедорожниках.

#### 6,2 л

##### L92 / L9H / L94
L92, также известный как Vortec 6200, имеет рабочий объём 6,2 л (6162 см3). Впервые двигатель был представлен в 2007 году на Cadillac Escalade. Он имеет полностью алюминиевую конструкцию и изменяемые фазы газораспределения. Система регулирует время впуска и выпуска воздуха между двумя настройками. Двигатель развивает мощность 301 кВт (403 л. с.) и крутящий момент 565 Н⋅м в GMC Yukon Denali/XL Denali, GMC Sierra Denali, Hummer H2 и некоторое время в Chevrolet Tahoe LTZ (с августа 2005 по 2009 год). Номинальная мощность двигателя составляет 301 кВт (403 л. с.), а номинальный крутящий момент — 563 Н⋅м. Начиная с 2009 года, двигатель также применялся в Chevrolet Silverado и GMC Sierra под названием L9H. Он развивал мощность 301 кВт (403 л. с.) и крутящий момент 565 Н⋅м.
Двигатели, выпускавшиеся до 1 апреля 2006 года, имели аппаратное обеспечение активного управления топливом; однако этот режим не был включён в модуль управления силовой установкой, и поэтому система не функционировала. Двигатели, выпускавшиеся после 1 апреля 2006 года, также не были оборудованы системой активного управления топливом, и вместо этого использовали накладку с долиной, аналогичную L20, вплоть до дебюта вариантов L94.
В 2009 году двигатель L92 был модифицирован с возможностью использования гибкого топлива и стал называться L9H, но всё ещё не имел системы активного управления топливом. В 2010 году двигатель был дополнительно модифицирован с добавлением системы активного управления топливом и стал называться L94. Впервые двигатель был представлен на Cadillac Escalade и GMC Yukon Denali.
Применения:
- 2007—2013 Cadillac Escalade (L92 для 2007—2008 модельных годов, L9H для 2009 модельного года, L94 для 2010—2013 модельных годов)
- 2008—2009 Chevrolet Tahoe LTZ (код RPO L92)
- 2007—2013 GMC Yukon Denali / Yukon XL Denali
- 2007—2013 GMC Sierra 1500 Denali
- 2008—2009 Hummer H2
- 2009—2013 Chevrolet Silverado 1500 (код RPO L9H)
- 2009—2013 GMC Sierra 1500 (код RPO L9H)

##### LS3

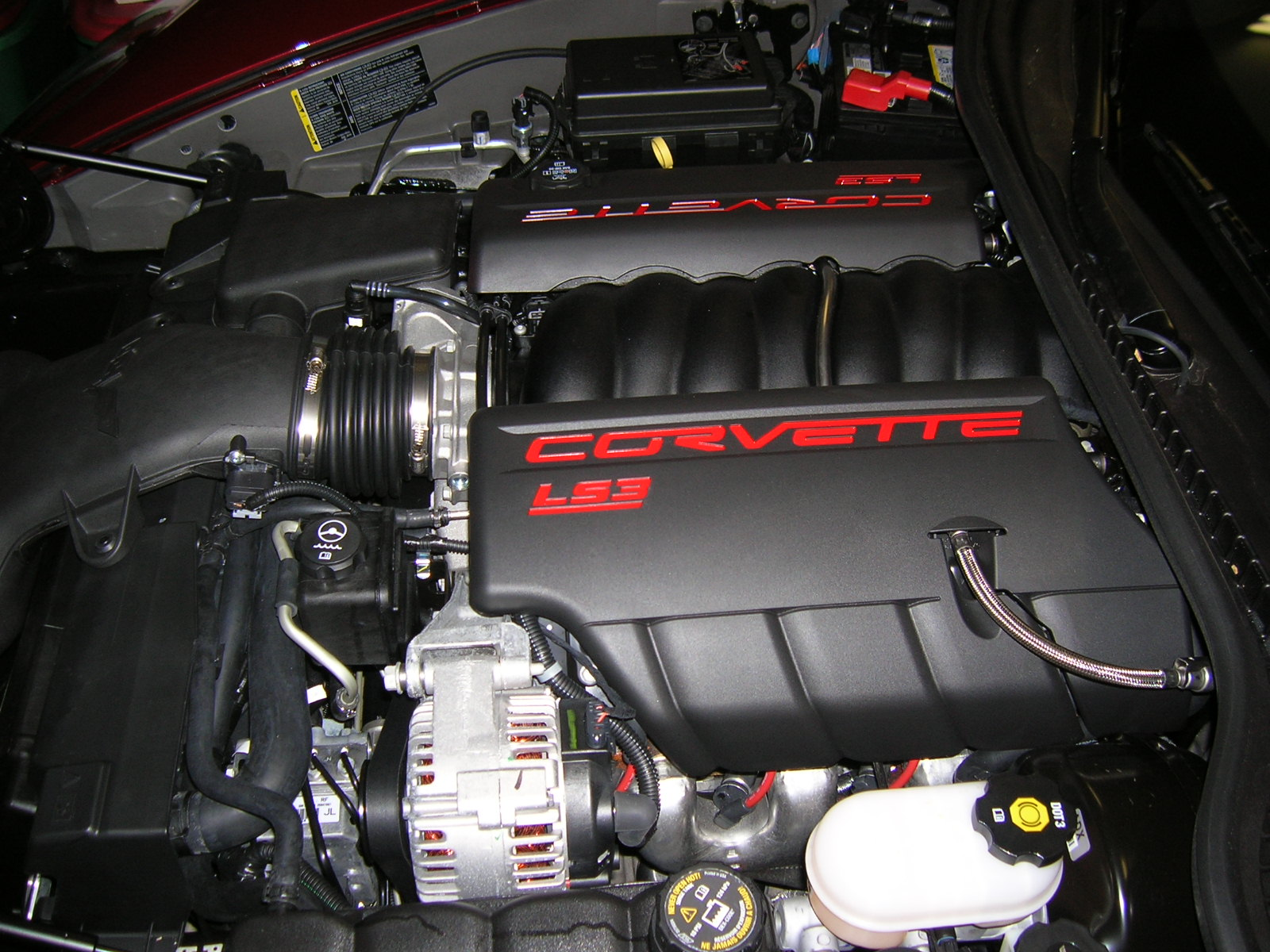
Двигатель GM LS3 на Chevrolet Corvette (2008)

LS3 был представлен в 2008 модельном году на Chevrolet Corvette. Он развивает мощность 321 кВт (430 л. с.) при 5900 об/мин и крутящий момент 575 Н⋅м при 4600 об/мин без опционального выхлопа Corvette и сертифицирован SAE. Диаметр цилиндра увеличен до 103,25 мм, а рабочий объём составляет 6,2 л (6162 см3). Также двигатель оснащён более высокопроизводительными головками блока цилиндров от L92, распредвалом с подъёмом 14 мм, степенью сжатия 10,7:1, пересмотренным клапанным механизмом со смещением впускных коромысл на 6 мм, впускным коллектором с высоким расходом и топливными форсунками производительностью 21 кг/час от двигателя LS7.
В головках цилиндров L76/L92/LS3 применяются впускные клапаны диаметром 55 мм и выпускные клапаны диаметром 40 мм. Повышенная эффективность производства делает эти головки дешевле в производстве, чем устаревшие головки LS6, что значительно снижает цену на вторичный рынок. Большие клапаны, однако, ограничивают максимальные обороты — 6000 в L76 (с активным управлением топливом) и 6600 в LS3 (с клапанами с полым штоком).
Двухрежимный выхлопной пакет с байпасом при разгоне был у C6 Corvette. В двухрежимном выхлопе применяются выпускные клапаны с вакуумным приводом, которые контролируют шум двигателя при работе с низкой нагрузкой, но открываются для максимальной производительности при работе с высокой нагрузкой. Система идентична C6 Z06, однако в ней применяется выхлоп диаметром 64 мм по сравнению с 76,2 мм у Z06. С этой опцией мощность увеличена до 325 кВт (436 л. с.), а крутящий момент — до 580 Н·м. Аналогичная система опционально устанавливалась на более поздние модели Chevrolet Camaro пятого поколения и входила в стандартную комплектацию Chevrolet SS (2016—2017), но увеличение мощности или крутящего момента на этих автомобилях не регламентировалось.
Двигатели LS3, установленные на моделях C6 Corvette Grand Sport с МКПП, также получили систему смазки с сухим картером, аналогичную той, что устанавливалась на Corvette с двигателями LS7.
С апреля 2008 года австралийский автопроизводитель HSV принял LS3 в качестве стандартного двигателя V8 во всём модельном ряду, заменив при этом 6,0-литровый LS2. LS3 применялся в моделях HSV E-Series, где развивал мощность 317 кВт (425 л. с.). В сентябре 2009 года мощность двигателя LS3 в E Series II GTS была увеличена до 325 кВт (436 л. с.). Во всех вариантах HSV MY12.5, за исключением базовых вариантов Maloo и Clubsport, мощность была увеличена до 325 кВт (436 л. с.).
С сентября 2015 года двигатель LS3 применяется в автомобилях Holden V8 VF II Commodore и Holden WN II Caprice-V (вместо 6,0-литрового L77).
Применения:
- 2008—2013 Chevrolet Corvette
- 2010—2015 Chevrolet Camaro SS (только с МКПП)
- 2008—2017 Holden, в том числе:
  - 2009 Pontiac G8 GXP
  - 2014—2017 Chevrolet SS
  - 2009—2017 Vauxhall VXR8

##### L99
L99 является производным двигателем от LS3 с уменьшенной мощностью, но с добавлением активного управления топливом (ранее называвшегося Displacement on Demand) и изменяемых фаз газораспределения, что позволяет двигателю работать только на 4 цилиндрах в условиях лёгкой нагрузки.
Применения:
- 2010—2015 Chevrolet Camaro SS (АКПП)

##### LS9
LS9 — двигатель с наддувом объёмом 6,2 л (6162 см3), разработанный на базе LS3; блок LS7 не использовался из-за более высокого давления в цилиндрах, создаваемого нагнетателем, что потребовало более толстых стенок цилиндра LS3. Диаметр цилиндра и ход поршня составляют 103,25 мм × 92 мм. Двигатель оснащён четырёхлопастным нагнетателем Eaton Roots и имеет степень сжатия 9,1:1. Выходная мощность составляет 476 кВт (638 л. с.) при 6500 об/мин, а крутящий момент — 819 Н⋅м при 3800 об/мин. Ранее корпорация General Motors использовала код LS9 RPO для грузовых автомобилей Chevrolet 1969 года и позже (как 2WD, так и 4WD), включая Blazer, Jimmy и Suburban, а также автовозы. Объём двигателя LS9 V8 составляет 5,7 л (350 кубических дюймов), мощность — 119 кВт (160 л. с.), а крутящий момент — 332 Н⋅м. С 2017 года модифицированный LS9 применялся в HSV GTSR W1 — последнем автомобиле на базе Holden Commodore, который произведён в Австралии.
Применения:
- 2009—2013 Chevrolet Corvette ZR1
- 2017 HSV GTSR W1

##### LSA
6,2-литровый LSA с наддувом дебютировал в 2009 году на CTS-V. Он имеет сходства с LS9 и был сертифицирован по стандарту SAE на мощность 415 кВт (556 л. с.) при 6100 об/мин и крутящий момент 747 Н⋅м при 3800 об/мин. Корпорация General Motors назвала двигатель LSA «самым мощным из когда-либо предложенных за почти 106-летнюю историю Cadillac». LSA имеет меньший нагнетатель объёмом 1,9 л (вместо 2,3 л). Другие отличия включают в себя степень сжатия 9,0:1, моноблочный теплообменник и литые поршни.
С 2012 года версия двигателя LSA мощностью 433 кВт (580 л. с.) и крутящим моментом 754 Н·м применяется в Camaro ZL1. 15 мая 2013 года компания Holden Special Vehicles объявила, что эта версия двигателя LSA также будет применяться в GEN-F GTS.
Применения:
- 2009—2015 Cadillac CTS-V
- 2012—2015 Chevrolet Camaro ZL1
- 2014—2017 HSV GTS GEN-F
  - 2013—2017 Vauxhall VXR8 GTS, GTS-R

## Generation V (2013 — настоящее время)

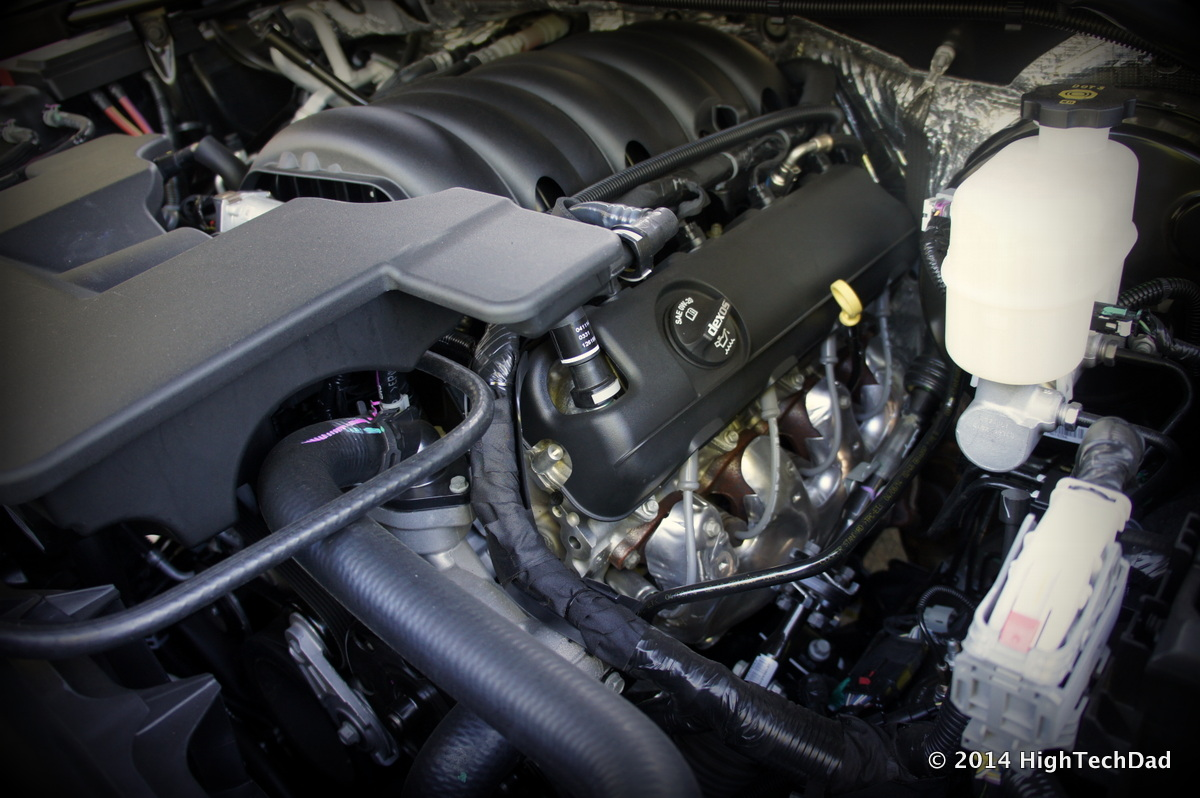
L86 на GMC Yukon Denali (2015)

В 2007 году сайт WardsAuto.com доложил, что двигатели LS3 (у Chevrolet Corvette (2008)) и Vortec 6000 LFA (у Chevrolet Tahoe Hybrid (2008)) будут последними двумя проектами в семействе GM LS Generation IV, а будущие проекты будут частью семейства двигателей Generation V. Экспериментальный двигатель был разработан на основе двигателя L92, который применялся в Cadillac Escalade, GMC Yukon Denali и Hummer H2. Заявленная мощность составляла 336 кВт (450 л. с.) на бензине за счёт непосредственного впрыска топлива, увеличенной до 11,5:1 степени сжатия и модифицированного контроллера двигателя. Первым двигателем Gen V LT стал LT1, анонсированный в 2012 году в качестве первоначальной силовой установки для переработанного Corvette C7 (вместо LS). Новый логотип официально принимает название Small Block для двигателей.
Конструктивно двигатели Gen-V имеют сходства с двигателями Gen III/IV, включая блок цилиндров с глубокой юбкой. Повсюду применяются усовершенствования и пересмотренные компоненты, включая систему охлаждения и головки блока цилиндров. Из-за того, что положения впускных и выпускных коллекторов смещены с того места, где они были бы в двигателе LS, а также из-за необходимости добавления распределительного вала для привода топливного насоса высокого давления для непосредственного впрыска топлива, лишь немногие детали взаимозаменяемы с двигателями Gen III/IV.
Во всех двигателях Gen V имеются алюминиевые блоки цилиндров и их головки, включая непосредственный впрыск, форсунки охлаждения поршня, активное управление топливом, масляный насос с переменным рабочим объёмом и бесступенчатую регулировку фаз газораспределения (исключение составляет двигатель L8T). Тем не менее, все двигатели сохранили двухклапанный толкающий клапанный механизм своих предшественников и расстояние между отверстиями 4,4 дюйма.

### Диаметр цилиндра 4,06 дюйма (2014 — настоящее время)
Двигатели с диаметром цилиндра 4,06 дюйма применяются в высокопроизводительных спортивных и в грузовых автомобилях.

#### 6,2 л

##### LT1

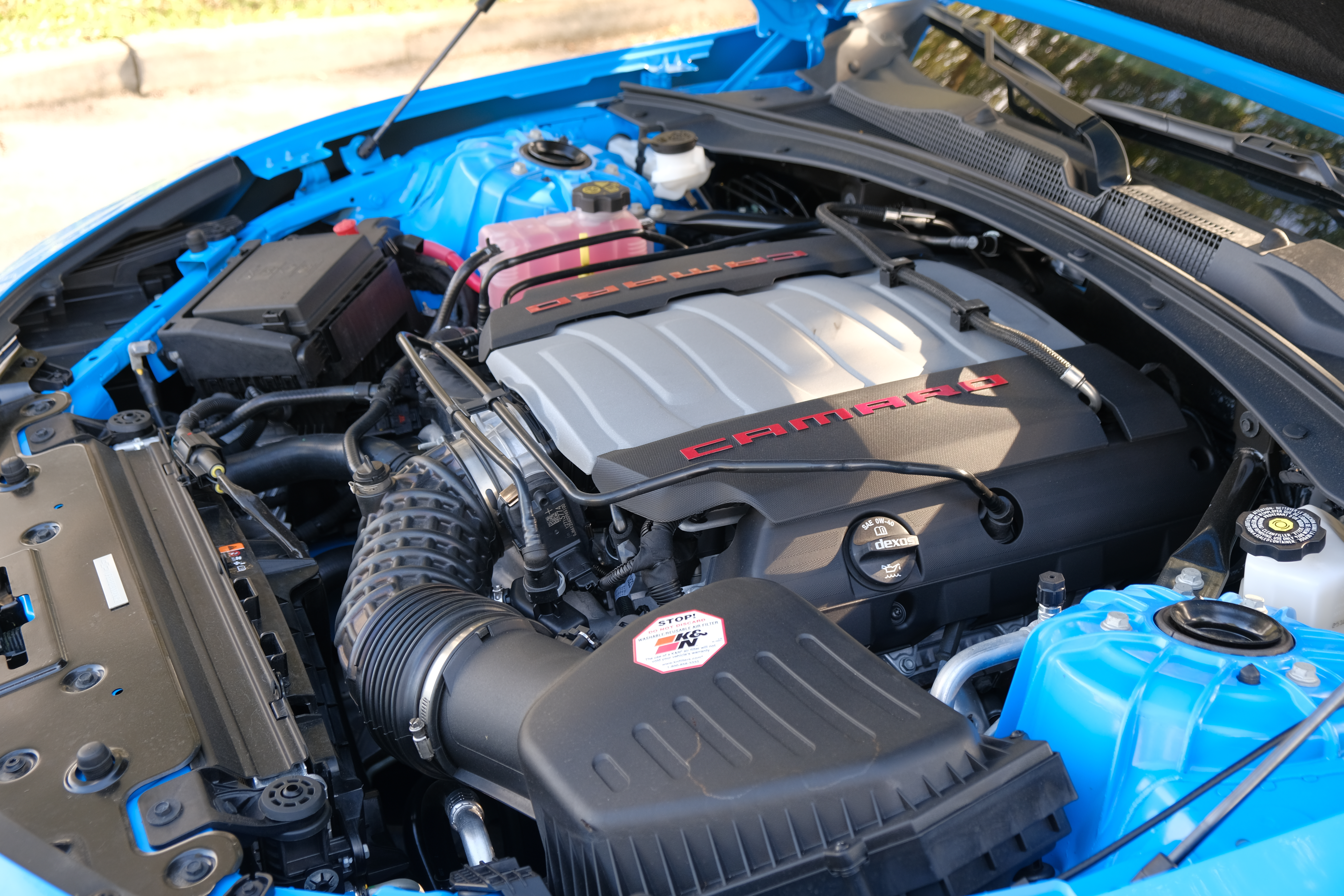
6.2 L LT1 на Chevrolet Camaro LT1 (2022)

Двигатель LT1 объёмом 6,2 л (6162 см3) дебютировал в 2014 году на Chevrolet Corvette Stingray и является первым двигателем семейства Gen V LT. Как и LS3, двигатель получает водоизмещение от диаметра цилиндра и хода поршня 103,25 мм × 92 мм со степенью сжатия 11,5:1.
Применения:
| Годы производства | Модель                | Мощность                                                         | Крутящий момент                                      |
| ----------------- | --------------------- | ---------------------------------------------------------------- | ---------------------------------------------------- |
| 2014—2019         | Chevrolet Corvette C7 | 339 кВт (455 л. с.) при 6000 об/мин                              | 624 Н·м при 4600 об/мин                              |
| 2014—2019         | Chevrolet Corvette C7 | 343 кВт (460 л. с.) при 6000 об/мин (производительность выхлопа) | 630 Н·м при 4600 об/мин (производительность выхлопа) |
| 2016—2024         | Chevrolet Camaro SS   | 339 кВт (455 л. с.) при 6000 об/мин                              | 617 Н·м при 4400 об/мин                              |
| 2020—2024         | Chevrolet Camaro LT1  | 339 кВт (455 л. с.) при 6000 об/мин                              | 617 Н·м при 4400 об/мин                              |

##### LT2
Двигатель LT2 дебютировал в 2020 году на Corvette Stingray в роли преемника LT1. Он был разработан специально для расположения в автомобилях со среднемоторной компоновкой и имеет смазку с сухим картером.
Применения:
| Годы производства      | Модель                | Мощность                                                         | Крутящий момент                                      |
| ---------------------- | --------------------- | ---------------------------------------------------------------- | ---------------------------------------------------- |
| 2020 — настоящее время | Chevrolet Corvette C8 | 365 кВт (490 л. с.) при 6450 об/мин                              | 630 Н·м при 5150 об/мин                              |
| 2020 — настоящее время | Chevrolet Corvette C8 | 369 кВт (495 л. с.) при 6450 об/мин (производительность выхлопа) | 637 Н·м при 5150 об/мин (производительность выхлопа) |

##### L86/L87
6,2-литровый (6162 см3) двигатель EcoTec3 (VIN-код «J») является модифицированной версией двигателя LT1 для применения в грузовых автомобилях со степенью сжатия 11,5:1. В 2019 году преемником L86 стал L87. Мощность и крутящий момент остаются прежними, но в то время как система активного управления топливом L86 чередуется между режимами V4 и V8, система «Dynamic Fuel Management» L87 может чередоваться между любым из 17 различных порядков срабатывания, которые варьируют как количество, так и то, какие цилиндры фактически срабатывают на основе потребности, рассчитываемой каждые 125 миллисекунд.
Применения:
| Годы производства      | Модель                          | Мощность                            | Крутящий момент         |
| ---------------------- | ------------------------------- | ----------------------------------- | ----------------------- |
| 2014 — настоящее время | Chevrolet Silverado/GMC Sierra  | 313 кВт (420 л. с.) при 5600 об/мин | 624 Н·м при 4100 об/мин |
| 2015 — настоящее время | Chevrolet Tahoe/GMC Yukon       | 313 кВт (420 л. с.) при 5600 об/мин | 624 Н·м при 4100 об/мин |
| 2015 — настоящее время | Chevrolet Suburban/GMC Yukon XL | 313 кВт (420 л. с.) при 5600 об/мин | 624 Н·м при 4100 об/мин |
| 2015 — настоящее время | Cadillac Escalade/Escalade ESV  | 313 кВт (420 л. с.) при 5600 об/мин | 624 Н·м при 4100 об/мин |

##### LT4
6,2-литровый (6162 см3) двигатель LT4 основан на конструктивных преимуществах турбодвигателя LS9, который применялся в Corvette ZR1 шестого поколения. LT4 имеет технологии, представленные на Corvette Stingray седьмого поколения, включая непосредственный впрыск, деактивацию цилиндров и бесступенчатую регулировку фаз газораспределения, чтобы вывести производительность Corvette на совершенно новый уровень. Двигатель LT4 основан на том же фундаменте малого блока Gen 5, что и атмосферный двигатель LT1 6,2 L Corvette Stingray, включающий в себя несколько уникальных функций, разработанных для поддержки его более высокой мощности и большего давления в цилиндрах, создаваемого принудительной индукцией, в том числе: алюминиевые головки блока цилиндров Rotocast A356T6, которые прочнее и лучше справляются с нагревом, чем обычные алюминиевые головки, лёгкие титановые впускные клапаны, кованые шатуны из порошковой стали, степень сжатия 10,0:1, повышенная производительность и эффективность благодаря непосредственному впрыску, кованые алюминиевые поршни с уникальной, более прочной конструкцией для обеспечения прочности при высоком давлении в цилиндрах, выпускные коллекторы из нержавеющей стали для конструкции при более высоких температурах, алюминиевый балансир для снижения массы и стандартная система смазки с сухим картером с двойным масляным насосом с контролем давления. В двигателе применяется нагнетатель Eaton TVS объёмом 1,7 л. Несмотря на то, что он меньше, чем предыдущий нагнетатель объёмом 2,3 л, который был у ZR1 шестого поколения, он вращается до 5000 об/мин быстрее. В варианте Escalade-V применяется нагнетатель Eaton TVS объёмом 2,7 л. Этот двигатель также применяется в SCG 004S производства Scuderia Cameron Glickenhaus.
Применения:
| Годы производства      | Модель                   | Мощность                            | Крутящий момент         |
| ---------------------- | ------------------------ | ----------------------------------- | ----------------------- |
| 2015—2019              | Chevrolet Corvette Z06   | 485 кВт (650 л. с.) при 6400 об/мин | 881 Н·м при 3600 об/мин |
| 2016—2019              | Cadillac CTS-V           | 477 кВт (640 л. с.) при 6400 об/мин | 854 Н·м при 3600 об/мин |
| 2017—2024              | Chevrolet Camaro ZL1     | 485 кВт (650 л. с.) при 6400 об/мин | 881 Н·м при 3600 об/мин |
| 2022 — настоящее время | Cadillac CT5-V Blackwing | 498 кВт (668 л. с.)                 | 893 Н·м                 |
| 2023 — настоящее время | Cadillac Escalade-V      | 509 кВт (682 л. с.)                 | 885 Н·м                 |

##### LT5
6,2-литровый (6162 см3) двигатель LT5 дебютировал в 2017 году на Corvette ZR1, который, в свою очередь, был представлен в Дубае. Двигатель увенчан 2,6-литровым нагнетателем Eaton TVS и улучшенным интеркулером. Одновременно он сочетает в себе стандартную систему непосредственного впрыска топлива через порт специально для удовлетворения потребностей в топливе на высоких оборотах. Выходная мощность составляет 563 кВт (755 л. с.) при 6400 об/мин, а крутящий момент — 969 Н⋅м при 3600 об/мин.
Применения:
| Годы производства | Модель                 | Мощность                            | Крутящий момент         |
| ----------------- | ---------------------- | ----------------------------------- | ----------------------- |
| 2019              | Chevrolet Corvette ZR1 | 563 кВт (755 л. с.) при 6400 об/мин | 969 Н·м при 3600 об/мин |

#### 6,6 л

##### L8T
L8T является первым (и единственным) 6,6-литровым двигателем семейства Gen V. Его предшественником является 6,0-литровый Gen IV L96. Как и у других 6,2-литровых двигателей V8 (например, у L86), диаметр цилиндра составляет 103,25 мм, однако ход поршня составляет 98 мм. Двигатель развивает мощность 299 кВт (401 л. с.) при 5200 об/мин и крутящий момент 629 Н⋅м при 4000 об/мин. Степень сжатия составляет 10,8:1. Удлинённый ход поршня даёт небольшой дополнительный пиковый крутящий момент по сравнению с L86, но требует октанового числа 87. Ход поршня также короче, чем у LS7 (101,6 мм), что позволяет оптимизировать передаточное отношение штока и обеспечить надёжность.
Вместо того, чтобы позволить «высокому» малому блоку потерпеть неудачу на рынке грузовых автомобилей повышенной грузоподъёмности, чугунный блок цилиндров, отсутствие как системы «старт-стоп», так и деактивации цилиндров, удлинённый ход поршня и передаточное отношение штока, пониженная степень сжатия, меньшее требование октанового числа 87, больший рабочий объём, а также кованые шатуны и коленвал с центральными противовесами — всё это выглядит на мысль, что L8T был разработан специально для того, чтобы развеять опасения рынка грузовых автомобилей повышенной грузоподъёмности.
Применения:
| Годы производства      | Модель                                      | Мощность                         | Крутящий момент         |
| ---------------------- | ------------------------------------------- | -------------------------------- | ----------------------- |
| 2020 — настоящее время | Chevrolet Silverado HD/GMC Sierra HD        | 299 кВт (401 л. с.) при 5200 rpm | 629 Н·м при 4000 об/мин |
| 2021 — настоящее время | Chevrolet Express/GMC Savana 2500/3500/4500 | 299 кВт (401 л. с.) при 5200 rpm | 629 Н·м при 4000 об/мин |

### Диаметр цилиндра 3,78 дюйма (2014 — настоящее время)
В отличие от предыдущих поколений с диаметром цилиндра 96 мм, не существует варианта с рабочим объёмом 4,8 л (он был «заменён» 4,3-литровым двигателем LV3).

#### 5,3 л

##### L83
5,3-литровый (320 кубических дюймов) двигатель L83 (VIN-код «C»), получивший название EcoTec3 — двигатель V8 для внедорожников и пикапов. Как и у его предшественника, Vortec 5300 Generation IV, диаметр цилиндра и ход поршня составляют 96 мм × 92 мм, а степень сжатия — 11,0:1.
Применения:
| Годы производства | Модель                              | Мощность                                | Крутящий момент             |
| ----------------- | ----------------------------------- | --------------------------------------- | --------------------------- |
| 2014—2019         | Chevrolet Silverado/GMC Sierra 1500 | 265 кВт (355 л. с.) при 5600 об/мин     | 519 Н⋅м при 4100 об/мин     |
| 2014—2019         | Chevrolet Silverado/GMC Sierra 1500 | 280 кВт (376 л. с.) при 5600 об/мин E85 | 564 Н⋅м при 4000 об/мин E85 |
| 2015—2020         | Chevrolet Tahoe/GMC Yukon           | 265 кВт (355 л. с.) при 5600 об/мин     | 519 Н⋅м при 4100 об/мин     |
| 2015—2020         | Chevrolet Tahoe/GMC Yukon           | 280 кВт (376 л. с.) при 5600 об/мин E85 | 564 Н⋅м при 4000 об/мин E85 |
| 2015—2020         | Chevrolet Suburban/GMC Yukon XL     | 265 кВт (355 л. с.) при 5600 об/мин     | 519 Н⋅м при 4100 об/мин     |
| 2015—2020         | Chevrolet Suburban/GMC Yukon XL     | 280 кВт (376 л. с.) при 5600 об/мин E85 | 564 Н⋅м при 4000 об/мин E85 |

##### L8B
L8B — гибридная версия eAssist L83 с литий-ионным аккумулятором ёмкостью 0,45 кВт⋅ч. Такая силовая установка может повысить топливную эффективность примерно на 13 %. Это добавляет около 45 кг к полной массе грузового автомобиля, но обеспечивает дополнительную мощность 10 кВт (13 л. с.) и дополнительный крутящий момент 60 Н⋅м.
Применения:
| Годы производства | Модель                                     | Мощность                            | Крутящий момент         |
| ----------------- | ------------------------------------------ | ----------------------------------- | ----------------------- |
| 2016—2018         | Chevrolet Silverado/GMC Sierra 1500 Hybrid | 265 кВт (355 л. с.) при 5600 об/мин | 519 Н⋅м при 4100 об/мин |

##### L82
L82 является одним из двух 5,3-литровых двигателей V8, которые применялись в четвёртом поколении Chevrolet Silverado и пятом поколении GMC Sierra. В двигателе L82 применяется система активного управления топливом вместо системы динамического управления подачей топлива, которая была у двигателя L84. Двигатели применялись в грузовых автомобилях с более низким уровнем комплектации.
Применения:
| Годы производства | Модель                         | Мощность                            | Крутящий момент         |
| ----------------- | ------------------------------ | ----------------------------------- | ----------------------- |
| 2019—2021         | Chevrolet Silverado/GMC Sierra | 265 кВт (355 л. с.) при 5600 об/мин | 519 Н⋅м при 4100 об/мин |

##### L84
L84 — один из двух 5,3-литровых двигателей V8, которые применяются в четвёртом поколении Chevrolet Silverado и GMC Sierra. L84 отличается от L82 наличием динамической системы управления подачей топлива. С 2021 года двигатель устанавливается на Chevrolet Tahoe, GMC Yukon, Chevrolet Suburban и GMC Yukon XL.
Применения:
| Годы производства      | Модель                          | Мощность                            | Крутящий момент         |
| ---------------------- | ------------------------------- | ----------------------------------- | ----------------------- |
| 2019 — настоящее время | Chevrolet Silverado/GMC Sierra  | 265 кВт (355 л. с.) при 5600 об/мин | 519 Н⋅м при 4100 об/мин |
| 2021 — настоящее время | Chevrolet Tahoe/GMC Yukon       | 265 кВт (355 л. с.) при 5600 об/мин | 519 Н⋅м при 4100 об/мин |
| 2021 — настоящее время | Chevrolet Suburban/GMC Yukon XL | 265 кВт (355 л. с.) при 5600 об/мин | 519 Н⋅м при 4100 об/мин |

### Диаметр цилиндра 3,921 дюйма (2014 — настоящее время)
Двигатели V6 с диаметром цилиндра 3,921 дюйма основаны на двигателях V8 семейства Gen V, но с двумя меньшими цилиндрами.

#### 4,3 л
4,3-литровый (260 кубических дюймов) двигатель, получивший название EcoTec3, является V-образным шестицилиндровым двигателем для грузовых автомобилей. Его диаметр цилиндра и ход поршня составляют 99,6 мм × 92 мм, а степень сжатия — 11,0:1. Порядок работы цилиндров — 1—6—5—4—3—2.

##### LV3
Применения:
| Годы производства | Модель                              | Мощность                                | Крутящий момент             |
| ----------------- | ----------------------------------- | --------------------------------------- | --------------------------- |
| 2014—2021         | Chevrolet Silverado/GMC Sierra 1500 | 213 кВт (285 л. с.) при 5300 об/мин     | 414 Н⋅м при 3900 об/мин     |
| 2014—2021         | Chevrolet Silverado/GMC Sierra 1500 | 221 кВт (297 л. с.) при 5300 об/мин E85 | 447 Н⋅м при 3900 об/мин E85 |

##### LV1
Двигатель LV1 является аналогом LV3, но не имеет системы активного управления подачей топливом. Впервые двигатель был представлен в 2018 году на Chevrolet Express и GMC Savana в роли преемника 4,8-литрового двигателя L20 Gen IV.
Применения:
| Годы производства      | Модель                                 | Мощность                            | Крутящий момент         |
| ---------------------- | -------------------------------------- | ----------------------------------- | ----------------------- |
| 2018 — настоящее время | Chevrolet Express/GMC Savana 2500/3500 | 198 кВт (265 л. с.) при 5200 об/мин | 400 Н⋅м при 4000 об/мин |

## Generation VI
В январе 2023 года корпорация General Motors объявила о планах по выпуску шестого поколения двигателей GM LS, при этом компания инвестирует 854 миллиона долларов в свои различные производственные предприятия.

## Таблица двигателей
Восьмой символ в VIN-коде или коде RPO с наклейки на перчаточном ящике можно использовать для идентификации типа двигателя LS в автомобиле.
| Gen III/IV/V | Годы производства      | Код двигателя (VIN-код) | Мощность (л. с.)             | Крутящий момент (фунт-фут)   | Объём (л) | Тип топлива        | Диаметр цилиндра (дюйм) | Ход поршня (дюйм) | Степень сжатия | Блоки цилиндров и их головки         | Особенности                                                                               |
| --- | ---------------------- | ----------------------- | ---------------------------- | ---------------------------- | --------- | ------------------ | ----------------------- | ----------------- | -------------- | ------------------------------------ | ----------------------------------------------------------------------------------------- |
| III | 1997—2005              | LS1 (G)                 | 305—350 при 5600 об/мин      | 350—365 при 4400 об/мин      | 5,7       | 91                 | 3,90                    | 3,622             | 10,25:1        | Алюминиевые                          |                                                                                           |
| III | 2001—2005              | LS6 (S)                 | 385—405 при 6000 об/мин      | 385—400 при 4800 об/мин      | 5,7       |                    | 3,90                    | 3,622             | 10,5:1         | Алюминиевые                          |                                                                                           |
| III | 1999—2007              | LR4 (V)                 | 255—285                      | 285—295                      | 4,8       |                    | 3,78                    | 3,3               | 9,45:1         | Чугунные/алюминиевые головки         |                                                                                           |
| III | 1999—2007              | LM7 (T)                 | 270—295                      | 315—335                      | 5,3       |                    | 3,78                    | 3,622             | 9,49:1         | Чугунные/алюминиевые головки         |                                                                                           |
| III | 2002—2007              | L59 (Z)                 | 285—295                      | 320—335                      | 5,3       | E85                | 3,78                    | 3,622             | 9,9:1          | Чугунные/алюминиевые головки         |                                                                                           |
| III | 2003—2004              | LM4 (P)                 | 290                          | 325                          | 5,3       |                    | 3,78                    | 3,622             | 10,0:1         | Алюминиевые                          |                                                                                           |
| III | 2005—2007              | L33 (B)                 | 310 при 5200 об/мин          | 335 при 4400 об/мин          | 5,3       |                    | 3,78                    | 3,622             | 10,0:1         | Алюминиевые                          | Применялся только в полноприводных грузовых автомобилях со стандартной кабиной            |
| III | 1999—2008              | LQ4 (U)                 | 300—325 при 5200 об/мин      | 360—370 при 4400 об/мин      | 6,0       | 87                 | 4,00                    | 3,622             | 9,4:1          | Чугунные/чугунно-алюминиевые головки | С 1999 по 2000 год двигатели имели чугунные головки блока цилиндров                       |
| III | 2002—2007              | LQ9 (N)                 | 345 при 5200 об/мин          | 380 при 4000 об/мин          | 6,0       |                    | 4,00                    | 3,622             | 10,0:1         | Чугунные/алюминиевые головки         |                                                                                           |
| IV | 2008—2017              | LS3 (W)                 | 426—436 при 5900 об/мин      | 420—428 при 4600 об/мин      | 6,2       | 93 (рекомендовано) | 4,065                   | 3,622             | 10,7:1         | Алюминиевые                          | Натриевые выпускные клапаны                                                               |
| IV | 2010—2015              | L99 (J)                 | 400 при 5900 об/мин          | 410 при 4300 об/мин          | 6,2       | E85                | 4,065                   | 3,622             | 10,4:1         | Алюминиевые                          | AFM, VVT,                                                                                 |
| IV | 2009—2015              | LSA (P)                 | 556—580 при 6100 об/мин      | 551—556 при 3800 об/мин      | 6,2       | 93 (требуется)     | 4,065                   | 3,622             | 9,1:1          | Алюминиевые                          | 1,9-литровый нагнетатель                                                                  |
| IV | 2010—2014              | L94 (F)                 | 403 при 5700 об/мин          | 417 при 4300 об/мин          | 6,2       | E85                | 4,065                   | 3,622             | 10,4:1         | Алюминиевые                          | AFM, VVT                                                                                  |
| IV | 2007—2009              | L76 (Y)                 | 361—367 при 5600 об/мин      | 375—385 при 4400 об/мин      | 6,0       |                    | 4,00                    | 3,622             | 10,4:1         | Алюминиевые                          | AFM, VVT (только у грузовых автомобилей)                                                  |
| IV | 2011—2016              | L77 (2)                 | 362 при 5700 об/мин          | 391 при 4400 об/мин          | 6,0       | E85                | 4,00                    | 3,622             | 10,4:1         | Алюминиевые                          | AFM                                                                                       |
| IV | 2010—2020              | L96 (G)                 | 322—360 при 4400—5400 об/мин | 373—382 при 4200—4400 об/мин | 6,0       | E85                | 4,00                    | 3,622             | 9,7:1          | Чугунные/алюминиевые головки         | VVT                                                                                       |
| IV | 2009—2010              | L98 (H)                 | 362 при 5700 об/мин          | 391 при 4400 об/мин          | 6,0       |                    | 4,00                    | 3,622             | 10,4:1         | Алюминиевые                          | L76 с удалённым оборудованием AFM                                                         |
| IV | 2007—2009              | LY2 (C)                 | 260—295                      | 295—305                      | 4,8       |                    | 3,78                    | 3,3               | 9,08:1         | Чугунные/алюминиевые головки         | Без VVT                                                                                   |
| IV | 2010—2012              | L20 (A)                 | 260—302 при 5400 об/мин      | 295—305 при 4600 об/мин      | 4,8       | E85                | 3,78                    | 3,3               | 8,8:1          | Чугунные/алюминиевые головки         | Без AFM, VVT                                                                              |
| IV | 2005—2009              | LH6 (M)                 | 300—315                      | 330—338                      | 5,3       |                    | 3,78                    | 3,622             | 9,95:1         | Алюминиевые                          | AFM, VVT*                                                                                 |
| IV | 2007—2009              | LY5 (J)                 | 315—320 при 5200 об/мин      | 335—340 при 4000 об/мин      | 5,3       |                    | 3,78                    | 3,622             | 9,95:1         | Чугунные/алюминиевые головки         | AFM, VVT*                                                                                 |
| IV | 2007—2013              | LMG (0)                 | 315—320 при 5200 об/мин      | 335—340 при 4000 об/мин      | 5,3       | E85                | 3,78                    | 3,622             | 9,6:1          | Чугунные/алюминиевые головки         | AFM, VVT*                                                                                 |
| IV | 2007—2012              | LC9 (3) или (7)         | 315—320 при 5400 об/мин      | 335 при 4000 об/мин          | 5,3       | E85                | 3,78                    | 3,622             | 9,95:1         | Алюминиевые                          | AFM, VVT*                                                                                 |
| IV | 2005—2009              | LS4 (C)                 | 303 при 5600 об/мин          | 323 при 4400 об/мин          | 5,3       |                    | 3,78                    | 3,622             | 10,0:1         | Алюминиевые                          | AFM, FWD                                                                                  |
| IV | 2008—2009              | LH8 (L)                 | 300 при 5200 об/мин          | 320 при 4000 об/мин          | 5,3       |                    | 3,78                    | 3,622             |                | Алюминиевые                          |                                                                                           |
| IV | 2010—2012              | LH9 (P)                 | 300 при 5200 об/мин          | 320 при 4000 об/мин          | 5,3       | E85                | 3,78                    | 3,622             |                | Алюминиевые                          | VVT                                                                                       |
| IV | 2007—2008              | L92 (8)                 | 403                          | 415                          | 6,2       |                    | 4,065                   | 3,622             | 10,5:1         | Алюминиевые                          | VVT                                                                                       |
| IV | 2009—2013              | L9H (2)                 | 403                          | 415                          | 6,2       | E85*               | 4,065                   | 3,622             | 10,5:1         | Алюминиевые                          | VVT                                                                                       |
| IV | 2005—2007, 2009        | LS2 (U)                 | 390—400 при 6000 об/мин      | 400 при 4400 об/мин          | 6,0       | 93                 | 4,00                    | 3,622             | 10,9:1         | Алюминиевые                          |                                                                                           |
| IV | 2007—2010              | LY6 (K)                 | 361 при 5600 об/мин          | 385 при 4400 об/мин          | 6,0       |                    | 4,00                    | 3,622             | 9,67:1         | Чугунные/алюминиевые головки         | VVT                                                                                       |
| IV | 2008—2009              | LFA (5)                 | 332 при 5100 об/мин          | 367 при 4100 об/мин          | 6,0       | Гибрид             | 4,00                    | 3,622             | 10,8:1         | Алюминиевые                          | AFM                                                                                       |
| IV | 2010—2012              | LZ1 (J)                 | 332 при 5100 об/мин          | 367 при 4100 об/мин          | 6,0       | Гибрид             | 4,00                    | 3,622             | 10,8:1         | Алюминиевые                          | AFM \| VVT                                                                                |
| IV | 2009—2013              | LS9 (R/T)               | 638 при 6500 об/мин          | 604 при 3800 об/мин          | 6,2       | 92                 | 4,065                   | 3,622             | 9,1:1          | Алюминиевые                          | 2,3-литровый нагнетатель \| титановые шатуны \| кованые поршни \| сухой поддон            |
| IV | 2006—2015              | LS7 (E)                 | 505 при 6300 об/мин          | 470 при 4800 об/мин          | 7,0       | 91                 | 4,125                   | 4,00              | 11,0:1         | Алюминиевые                          | Титановые шатуны \| сухой поддон                                                          |
| IV/V | Aftermarket            | LSX376                  | 473 при 6000 об/мин          | 444 при 5000 об/мин          | 6,2       | 87                 | 4,065                   | 3,622             | 9:1            | Чугунные/алюминиевые головки         |                                                                                           |
| IV/V | OEM                    | LSX454                  | 505 при 5400 об/мин          | 515 при 4400 об/мин          | 7,4       | 93                 | 4,185                   | 4,125             | 10,0:1         | Чугунные/алюминиевые головки         |                                                                                           |
| IV/V | Aftermarket            | LSX454                  | 627 при 6300 об/мин          | 586 при 5100 об/мин          | 7,4       | 92                 | 4,185                   | 4,125             | 11,0:1         | Чугунные/алюминиевые головки         |                                                                                           |
| IV/V | Aftermarket            | LSX454R                 | 776 при 7000 об/мин          | 680 при 4500 об/мин          | 7,4       | 110                | 4,185                   | 4,125             | 13,1:1         | Чугунные/алюминиевые головки         |                                                                                           |
| V | 2014 — настоящее время | LT1                     | 455—460 при 6000 об/мин      | 460—465 при 4600 об/мин      | 6,2       | 93 (рекомендовано) | 4,065                   | 3,622             | 11,5:1         | Алюминиевые                          | VVT \| DI \| сухой поддон (Corvette) \| AFM                                               |
| V | 2020 — настоящее время | LT2                     | 490—495 при 6450 об/мин      | 465—470 при 5150 об/мин      | 6,2       |                    | 4,065                   | 3,622             | 11,5:1         | Алюминиевые                          | VVT \| DI \| сухой поддон \| AFM                                                          |
| V | 2015 — настоящее время | LT4                     | 640—650 при 6400 об/мин      | 630—650 при 3600 об/мин      | 6,2       |                    | 4,065                   | 3,622             | 10:1           | Алюминиевые                          | VVT \| DI \| 1,7-литровый нагнетатель \| сухой поддон (Corvette) \| AFM                   |
| V | 2018—2020              | LT5                     | 755 при 6400 об/мин          | 715 при 3600 об/мин          | 6,2       |                    | 4,065                   | 3,622             | 10:1           | Алюминиевые                          | VVT \| гибридный порт/непосредственный впрыск \| 2,6-литровый нагнетатель \| сухой поддон |
| V | 2014 — настоящее время | L83 (C)                 | 355—376 при 5600 об/мин      | 383—416 при 4100 об/мин      | 5,3       | E85                | 3,78                    | 3,622             | 11,0:1         | Алюминиевые                          | VVT \| DI \| AFM                                                                          |
| V | 2014 — настоящее время | L86 (J)                 | 420 при 5600 об/мин          | 460 при 4100 об/мин          | 6,2       | 93                 | 4,065                   | 3,622             | 11,5:1         | Алюминиевые                          | VVT \| DI \| AFM                                                                          |
| V | 2020 — настоящее время | L8T                     | 401 при 5200 об/мин          | 464 при 4000 об/мин          | 6,6       | 87                 | 4,065                   | 3,86              | 10,5:1         | Чугунные/алюминиевые головки         | VVT \| DI                                                                                 |
| Примечание 1: в зависимости от транспортного средства (грузовой автомобиль, SUV, легковой автомобиль), мощность в лошадиных силах, крутящий момент и потребности в топливе будут различаться. VIN-код, указывающий RPO двигателя, обычно не соответствует типам транспортных средств (легковые или грузовые автомобили) или годам выпуска. За редким исключением, красная зона обычно составляет 6000 оборотов в минуту или выше. Примечание 2: функции блоков цилиндров, как правило, зависят от поколения, но не всегда встроены. Типичными функциями являются AFM, VVT и FWD. Функции, отмеченные знаком *, указывают на то, что только в определённые годы выпуска двигатели имели ту или иную функцию. |                        |                         |                              |                              |           |                    |                         |                   |                |                                      |                                                                                           |